# カタルーニャ州
カタルーニャ州（カタルーニャしゅう、カタルーニャ語: Catalunya [kətəˈluɲə], スペイン語: Cataluña, アラン語：Catalonha）は、スペインの自治州。州都はバルセロナ。
カタルーニャ州はスペイン北東部の地中海岸にあり、交通の要衝として古代から栄えた。カタルーニャは独自の歴史・伝統・習慣・言語を持ち、カタルーニャ人としての民族意識を有している。中世にはアラゴン連合王国として地中海の覇権を握ったが、スペイン王国成立後には衰退した。1979年にはスペイン国家内で自治州の地位を得たが、2010年代にはカタルーニャ独立運動が盛んになり、2017年10月にはカタルーニャ共和国として独立宣言が行われるに至った。

## 名称
「カタルーニャ」(Catalunya)という名称の語源は不明であるが、スペイン辺境領に基づくこの地方の諸伯領を総称する地名として、12世紀以後に使われ始めた。名称の起源には様々な説があるが、どの説も決め手に欠けるとされる。「城代」を意味するcastellanusまたはcatlanusがcatalàに変化し、やがてCatalunyaとなったとする説があるが、この説は言語学的に無理があるとされる。カロリング朝フランク王国時代のスペイン辺境伯領は「ゴート人の土地」を意味するGotholandiaとして知られる土地であり、Gotholandia がCatalunyaとなったとする説があるが、言語学的に無理がある、単純すぎるとされる。Otgar Golantという貴族の居城Cathaló城が由来であるとする説、アラビア語で「城」を意味するcálatとアラゴン地方の古地名Talunyaが由来であるとする説、バルセロナ郊外にある地名Montcadaが由来であるとする説、ラケタニ族(Lacetani)が由来であるとする説などもある。
ラテン語表記はCat(h)alaunia [ka.taˈɫau̯.ni.a] ないしCat(h)alonia [ka.taˈɫoː.ni.a] で、中世ラテン語のCataloniaが英語に入って、英語表記もCatalonia [ˌkæt.əˈləʊn.i.ə]となった。このラテン語ないし英語表記に由来するカタロニアと書かれることもある。

## 地理

### 位置・形状・面積・人口

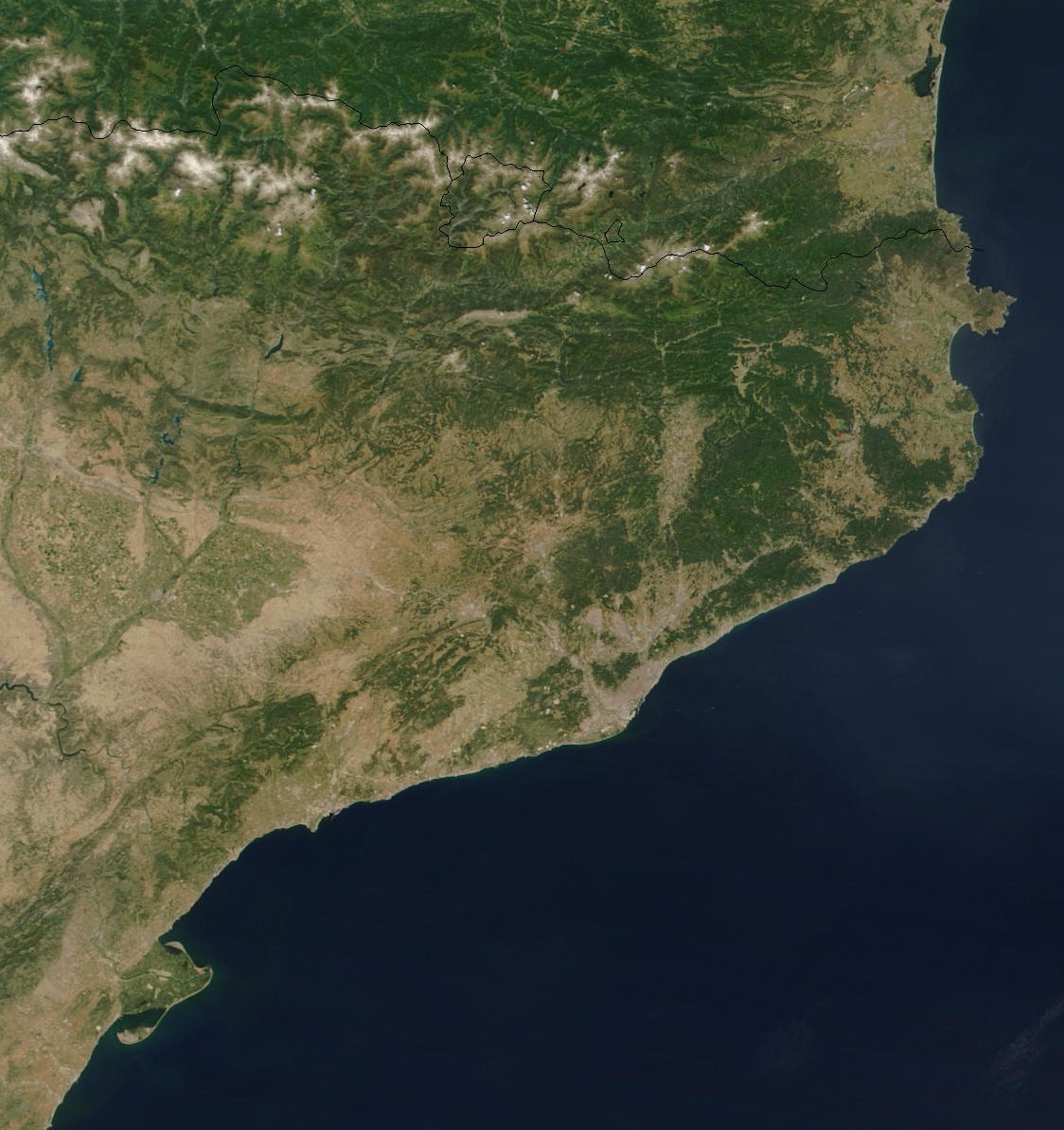
カタルーニャ州の衛星画像

カタルーニャ州はイベリア半島とスペインの北東部にあり、地中海盆地の北西岸にある。面積はスペイン全土の6.4%にあたる約32,000km2であり、スペインの17自治州中第6位である。面積は日本の関東地方とほぼ等しい。緯度は北緯42度付近であり、日本での同緯度地域は北海道南部である。
人口はスペイン全土の16%にあたる約750万人であり、ヨーロッパの中では主権国家であるデンマークよりもやや多く、日本の九州地方の約半分である。人口密度ではマドリード州とバスク州に次いで17自治州中第3位である。バルセロナを中心とするバルセロナ都市圏に人口が集中しており、バルセロナの自治体人口は約160万人、都市圏人口は約210万人である。
南側でバレンシア州と、西側でアラゴン州と州境を接しており、北側でフランス（オクシタニー地域圏）、アンドラ公国と国境を接している。地中海を挟んでバルセロナの南200kmにはバレアレス諸島（バレアレス諸島州）がある。バルセロナからスペインの首都マドリードまでの距離は約600kmであり、日本では東京都から神戸市とほぼ等距離である。地中海岸、ピレネー山脈、エブロ川流域をそれぞれ辺とする「三角形」の形状をしており、中世にはすでにカタルーニャ地方の形状が三角形であると言及されていた。

### 地勢

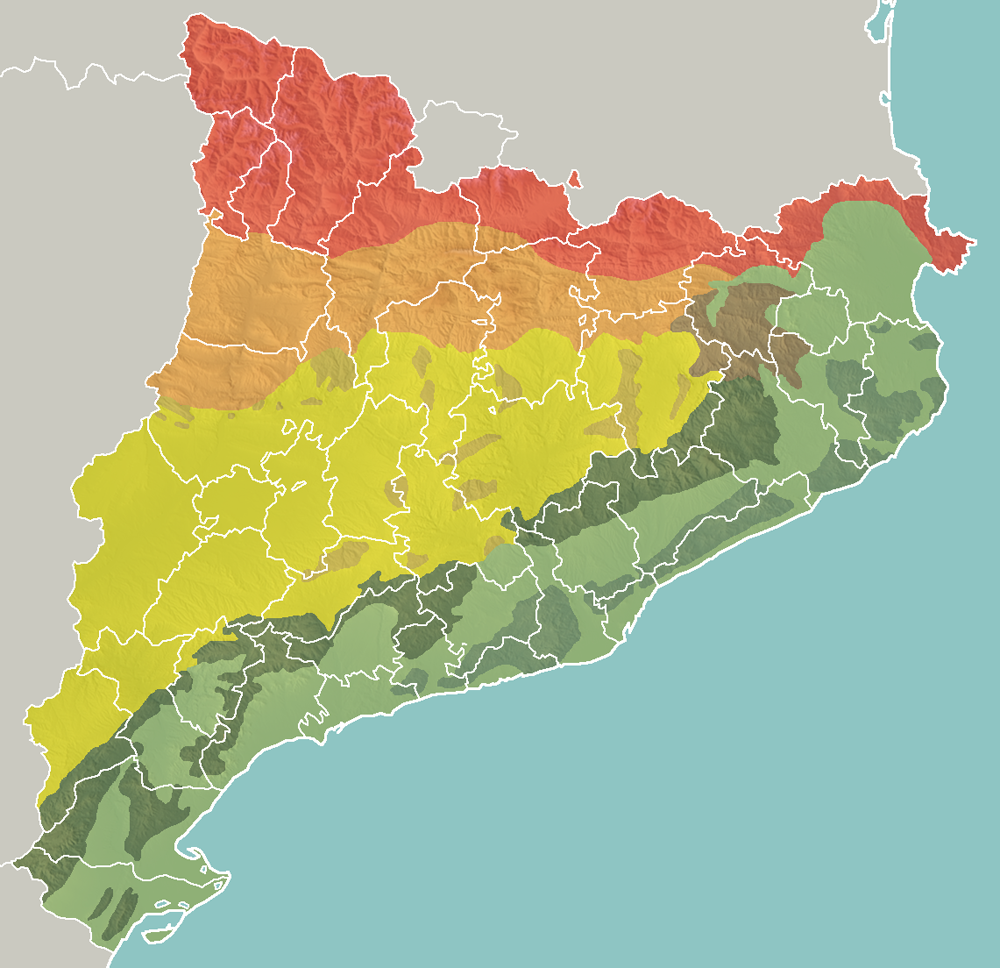
カタルーニャの地理区分
ピレネー山脈
前ピレネー
カタルーニャ中央低地
カタルーニャ海岸山脈

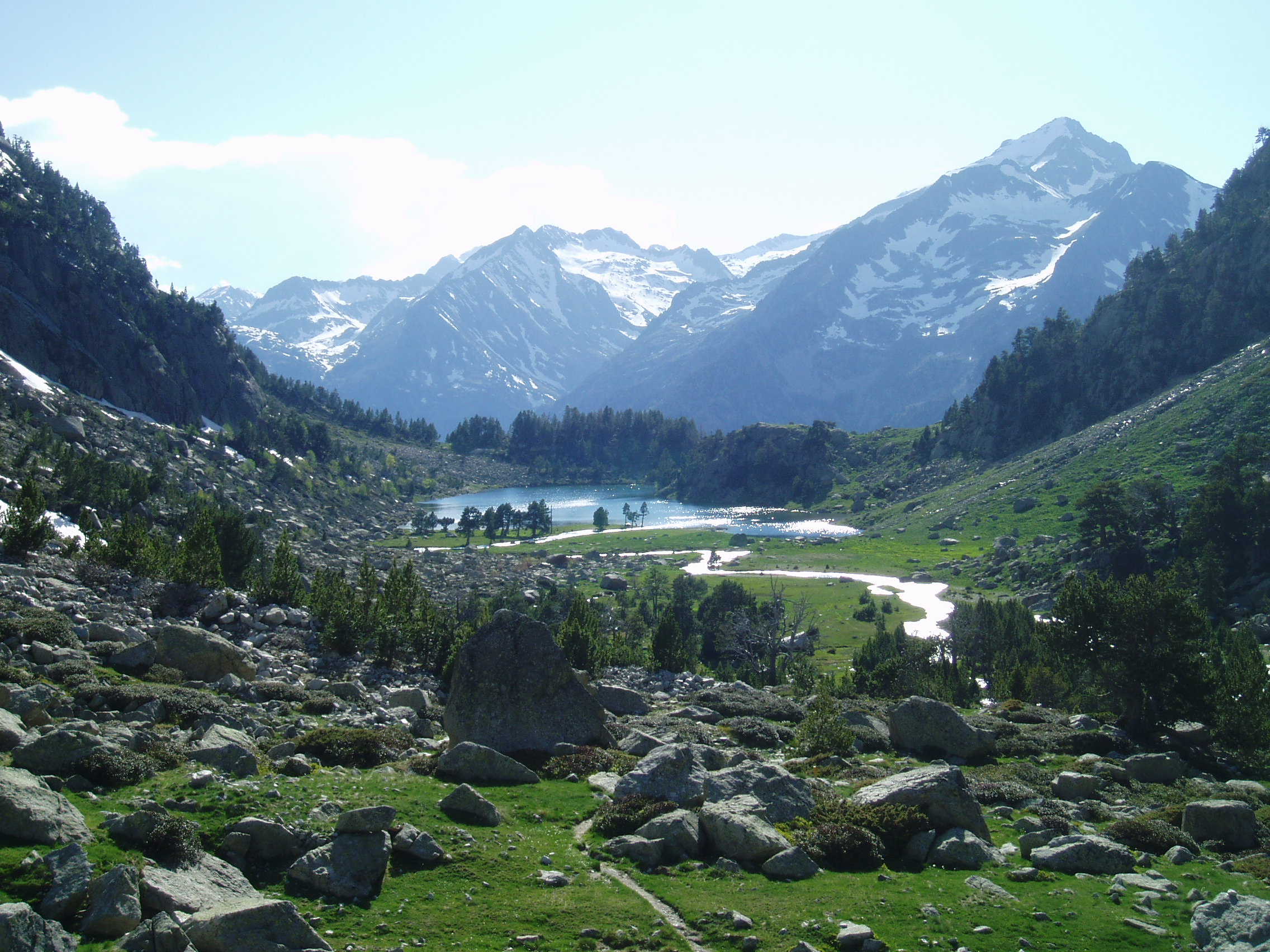
ピレネー山脈

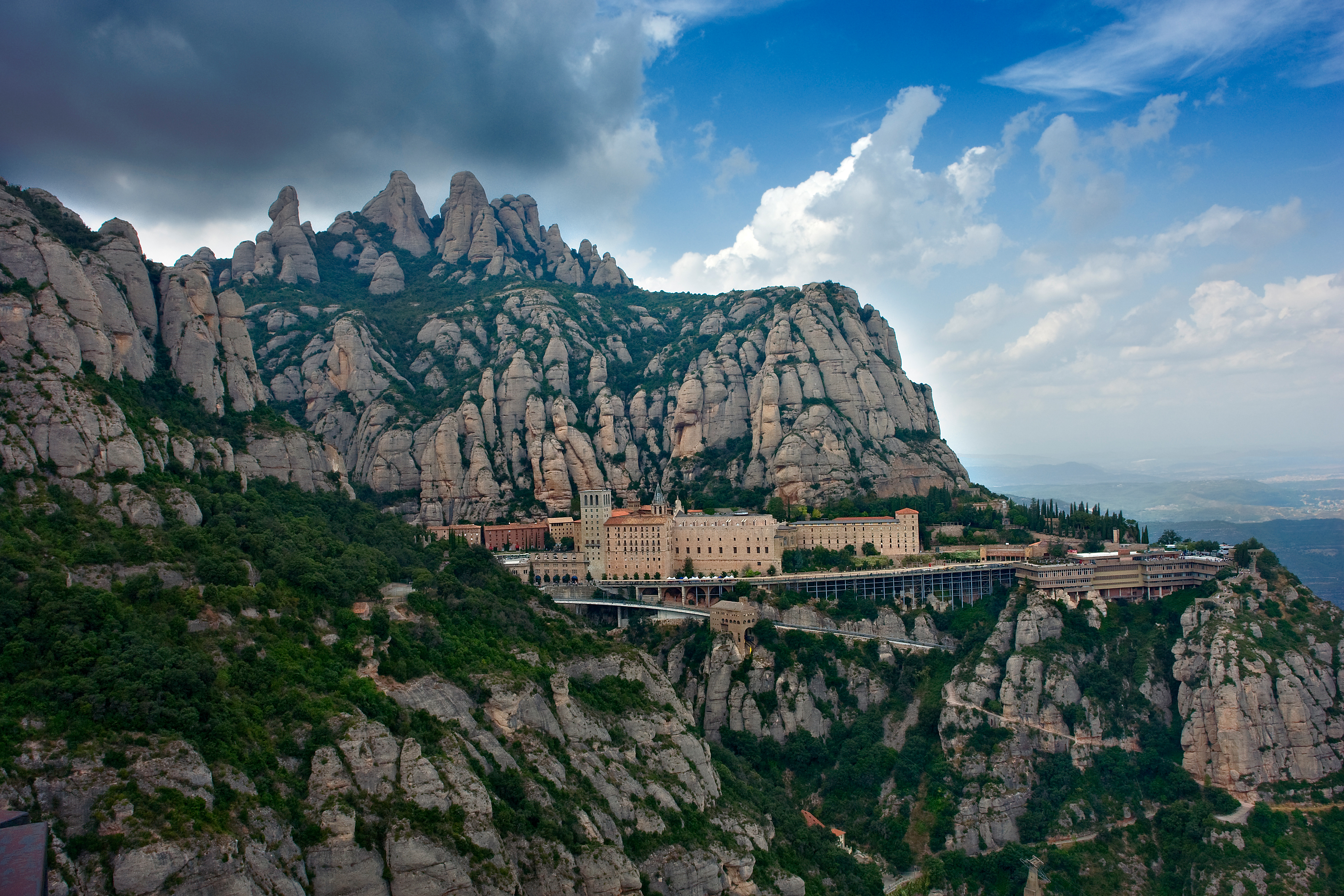
モンセラートは黒いマリア像で有名な修道院がある山地

カタルーニャ州の地形は起伏に富んでおり、3つの地理区分に分けることができる。フランス国境ともなっている北のピレネー山脈、地中海沿岸にあるカタルーニャ海岸山脈と平地に挟まれた部分、中央部のカタルーニャ中央低地である。平地は地中海岸とエブロ川流域にわずかにあるのみである。地中海に面した海岸線の長さは580kmに及ぶ。
北部から中央部にはピレネー山脈の東部と前ピレネーが連なる。カタルーニャ州の最高峰は、ピレネー山脈のピカ・ダスタツ(3,143m)である。フランス領カタルーニャに山頂があるカニゴー山(2,785m)は、18世紀までカタルーニャ最高峰とされていた。カタルーニャ州の大部分は標高数百メートルの高原であり、ピレネー山脈の高峰を除けば急峻な山岳は存在しない。
カタルーニャ州の主要な河川には、エブロ川、リュブラガット川、テル川があり、いずれも地中海に注いでいる。エブロ川はイベリア半島で最大の流域面積を持つ河川であり、カタルーニャ州最南端部で地中海に注ぐ。エブロ川の支流であるセグラ川はピレネー山脈から南西に向かって流れ、リェイダ県にカタルーニャ中央低地を形成している。リュブラガット川の河口部にはバルセロナを中心とするバルセロナ都市圏が形成されており、ジローナ（テル川）とリェイダ（セグラ川）もそれぞれ河川の河岸に市街地が形成されている。
カタルーニャ州中央部のモンセラート一帯の地域は「中央カタルーニャユネスコ世界ジオパーク」に指定されている。

### 気候

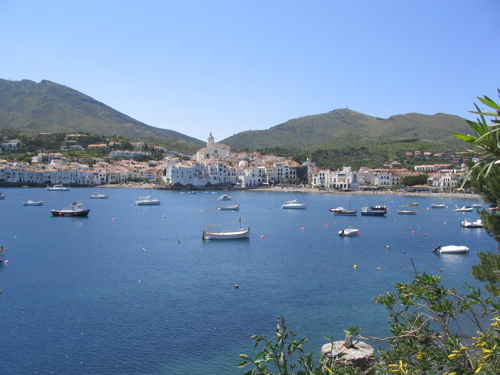
地中海に面したリゾート地であるカダケス。

カタルーニャ州の気候は変化に富んでおり、概して地中海性気候であるものの、地域によって異なる。タラゴナ県、バルセロナ県、ジローナ県の沿岸部は地中海性気候であるが、
リェイダ県やバルセロナ県などの内陸部は大陸性地中海性気候の様相を見せる。ピレネー山脈の山々は山岳気候か、高い頂上では高山気候である。
地中海沿岸の夏季は暑く降水量に乏しく、最高気温は摂氏30度前後となるが、海風は湿気を含んでいる。一方でピレネー山脈地方では夏季の降水量が多く、しばしば嵐となる。冬季のピレネー山脈は寒く、しばしば降雪がある。降雪は沿岸部など標高の低い場所でもしばしば見られる。春季と秋季には全域で降水量が多い。ピレネー山脈に近い山間部は別として、カタルーニャ州の大部分では雪が積もったり厳しい寒さとなることがなく、地中海岸には冬季でも暖房なしで過ごせる場所もある。
夏季の内陸部は沿岸部より暑く乾燥する。気温は最高で摂氏35度を超え、稀に摂氏40度に達することもある。海岸では夜になると摂氏14度から摂氏16度と涼しくなる。谷や平野では一般的に霧は見られないが、セグラ川流域などでは雨氷が冬季の風物詩となっている。ただし、イベリア半島の他地域と比べると夏季の気温は穏やかであり、概してイベリア半島の他地域よりも降水量が多い。
ヨーロッパの地中海沿岸地域の中では相対的に降水量が多く、バルセロナの平均降水量は800mmに達する。降水量600mmの等雨線はほぼリュブラガット川に沿っており、リュブラガット川よりも北東側は「湿ったカタルーニャ」、南西側は「乾いたカタルーニャ」と呼ばれる。この等雨線は生態相の境界にもなっており、北東側は樹林が、南西側は灌木が卓越している。気候的な観点以外に、歴史的な観点でもリュブラガット川は北東側の旧カタルーニャと南西側の新カタルーニャを隔てる境界である。
| バルセロナの気候                          | バルセロナの気候 | バルセロナの気候 | バルセロナの気候 | バルセロナの気候 | バルセロナの気候 | バルセロナの気候 | バルセロナの気候 | バルセロナの気候 | バルセロナの気候 | バルセロナの気候 | バルセロナの気候 | バルセロナの気候 | バルセロナの気候 |
| 月                                        | 1月              | 2月              | 3月              | 4月              | 5月              | 6月              | 7月              | 8月              | 9月              | 10月             | 11月             | 12月             | 年               |
| ----------------------------------------- | ---------------- | ---------------- | ---------------- | ---------------- | ---------------- | ---------------- | ---------------- | ---------------- | ---------------- | ---------------- | ---------------- | ---------------- | ---------------- |
| 平均最高気温 °C （°F）                    | 13.4 (56.1)      | 14.6 (58.3)      | 15.9 (60.6)      | 17.6 (63.7)      | 20.5 (68.9)      | 24.2 (75.6)      | 27.5 (81.5)      | 28.0 (82.4)      | 25.5 (77.9)      | 21.5 (70.7)      | 17.0 (62.6)      | 14.3 (57.7)      | 20.0 (68)        |
| 日平均気温 °C （°F）                      | 8.9 (48)         | 10.0 (50)        | 11.3 (52.3)      | 13.1 (55.6)      | 16.3 (61.3)      | 20.0 (68)        | 23.1 (73.6)      | 23.7 (74.7)      | 21.1 (70)        | 17.1 (62.8)      | 12.6 (54.7)      | 10.0 (50)        | 15.6 (60.1)      |
| 平均最低気温 °C （°F）                    | 4.4 (39.9)       | 5.3 (41.5)       | 6.7 (44.1)       | 8.5 (47.3)       | 12.0 (53.6)      | 15.7 (60.3)      | 18.6 (65.5)      | 19.3 (66.7)      | 16.7 (62.1)      | 12.6 (54.7)      | 8.1 (46.6)       | 5.7 (42.3)       | 11.1 (52)        |
| 降水量 mm （inch）                        | 41 (1.61)        | 39 (1.54)        | 42 (1.65)        | 49 (1.93)        | 59 (2.32)        | 42 (1.65)        | 20 (0.79)        | 61 (2.4)         | 85 (3.35)        | 91 (3.58)        | 58 (2.28)        | 51 (2.01)        | 640 (25.2)       |
| 平均降水日数 （≥1 mm）                    | 5                | 4                | 5                | 5                | 5                | 4                | 2                | 4                | 5                | 6                | 5                | 5                | 55               |
| 平均月間日照時間                          | 149              | 163              | 200              | 220              | 244              | 262              | 310              | 282              | 219              | 180              | 146              | 138              | 2,524            |
| 出典：世界気象機関、スペイン気象庁(AEMet) |                  |                  |                  |                  |                  |                  |                  |                  |                  |                  |                  |                  |                  |

## 地域

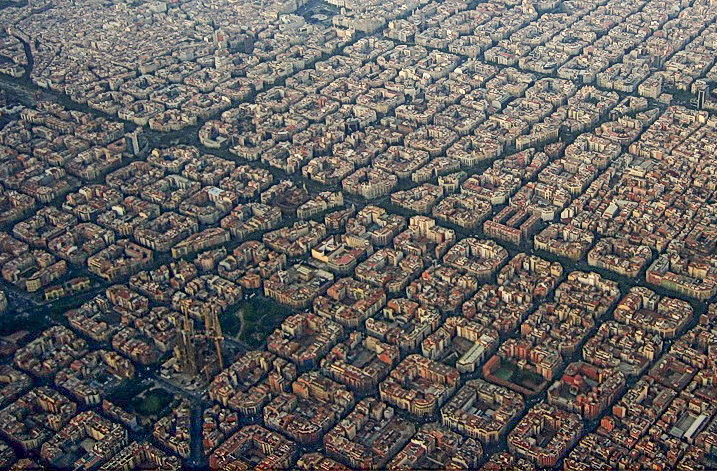
カタルーニャ州の州都バルセロナ。

カタルーニャ州はバルセロナ県、ジローナ県、リェイダ県、タラゴナ県の4県からなり、それぞれ県名と名前を同じくするバルセロナ、ジローナ、リェイダ、タラゴナが県都である。41のクマルカ（郡）と947のムニシピ（基礎自治体）がある。郡境は県境と一致しない場合があり、例えばサルダーニャ郡は東側半分がジローナ県、西側半分がリェイダ県である。

### 県と県都
| 県             | 県都       | 面積(km2) | 人口 （2010年） | 人口密度 （人/km2） | 自治体数 | 単一居住 地域数 |
| -------------- | ---------- | --------- | --------------- | ------------------- | -------- | --------------- |
| バルセロナ県   | バルセロナ | 7,726.4   | 5,526,536       | 713.3               | 311      | 1,312           |
| ジローナ県     | ジローナ   | 5,905.0   | 756,293         | 127.5               | 221      | 1,091           |
| リェイダ県     | リェイダ   | 12,168.4  | 441,858         | 36.1                | 231      | 1,020           |
| タラゴナ県     | タラゴナ   | 6,308.2   | 810,564         | 128.2               | 184      | 475             |
| カタルーニャ州 |            | 32,108.0  | 7,535,251       | 234.0               | 947      | 3,898           |

### 主な自治体

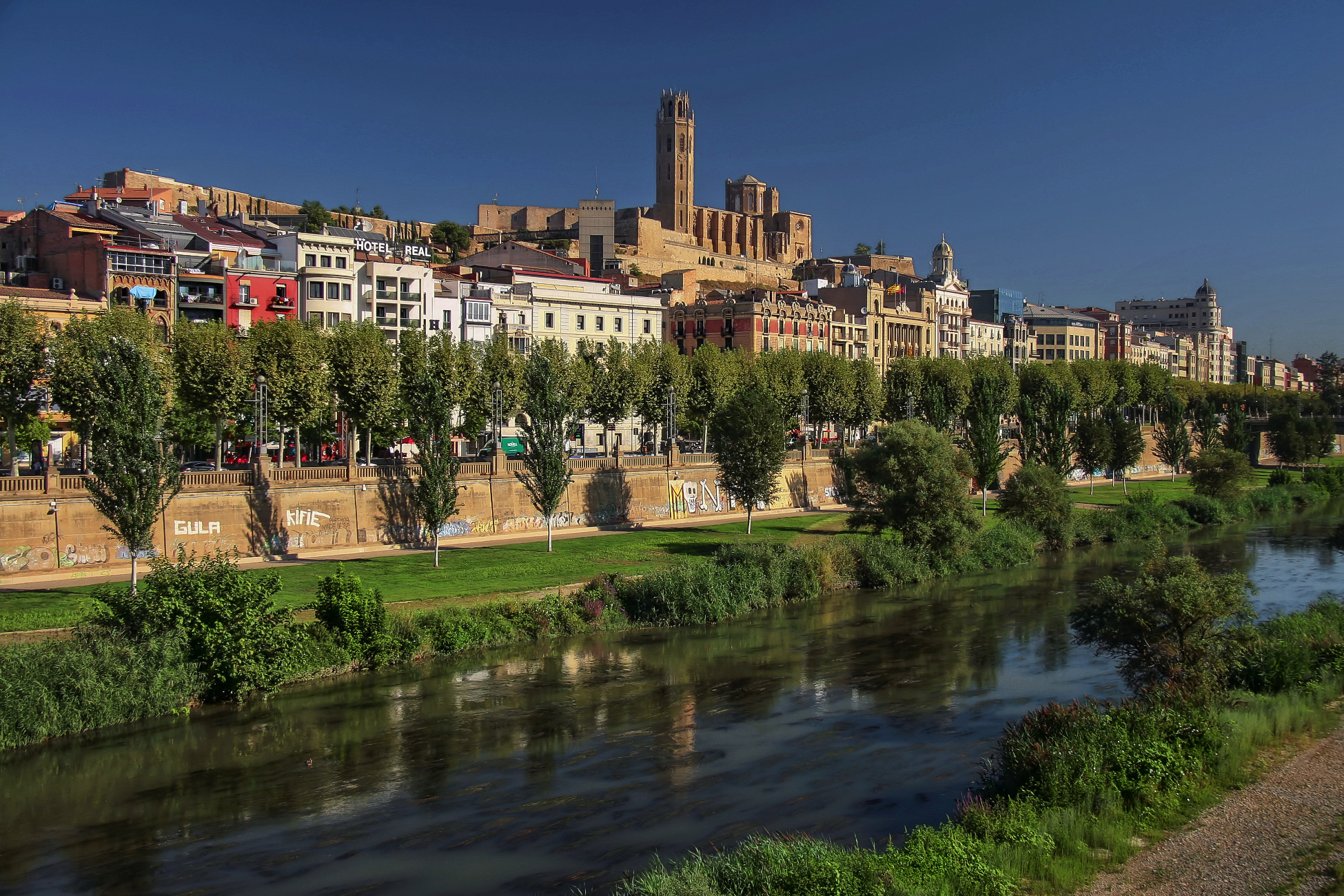
リェイダ県の県都リェイダ
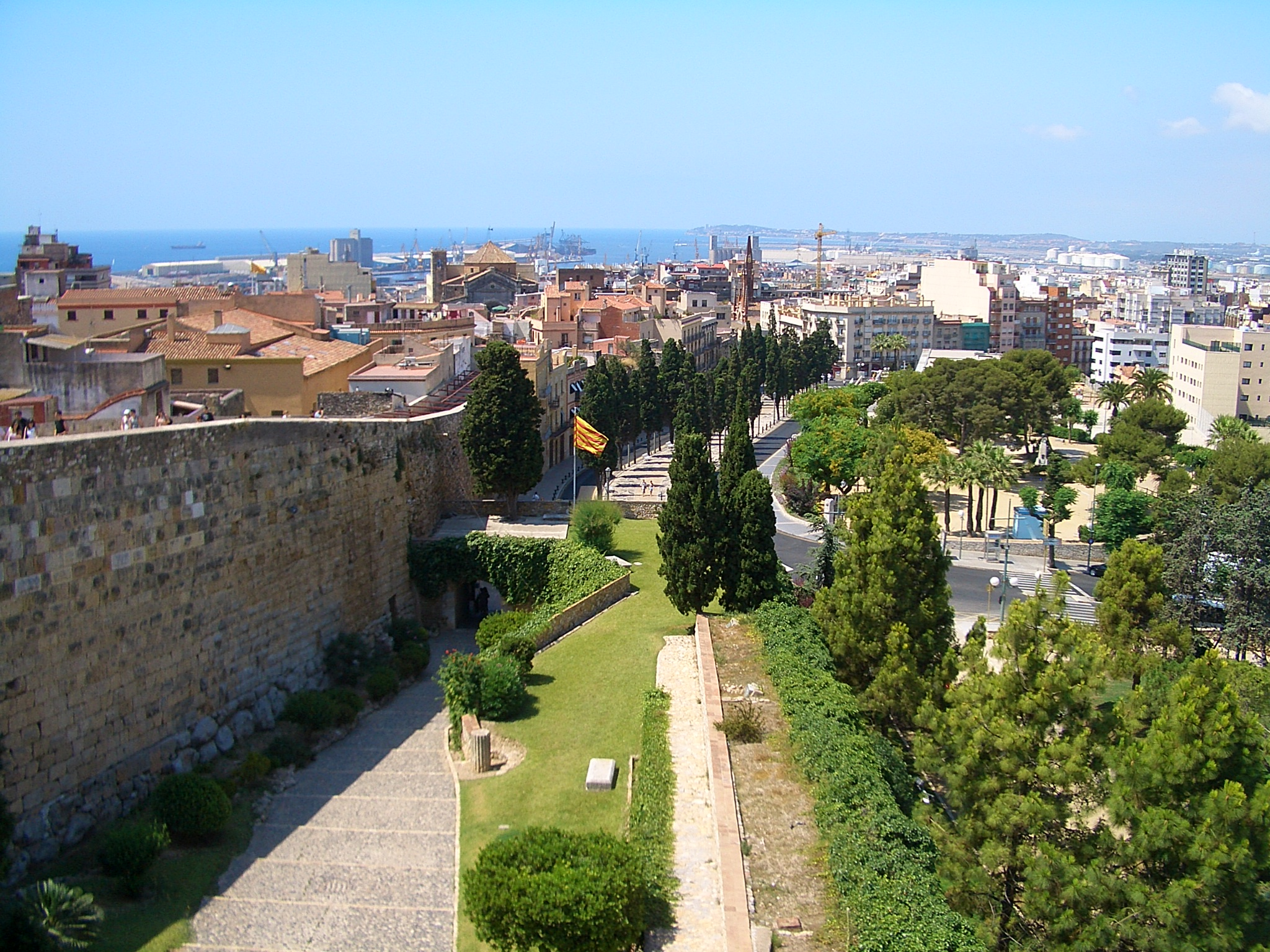
タラゴナ県の県都タラゴナ
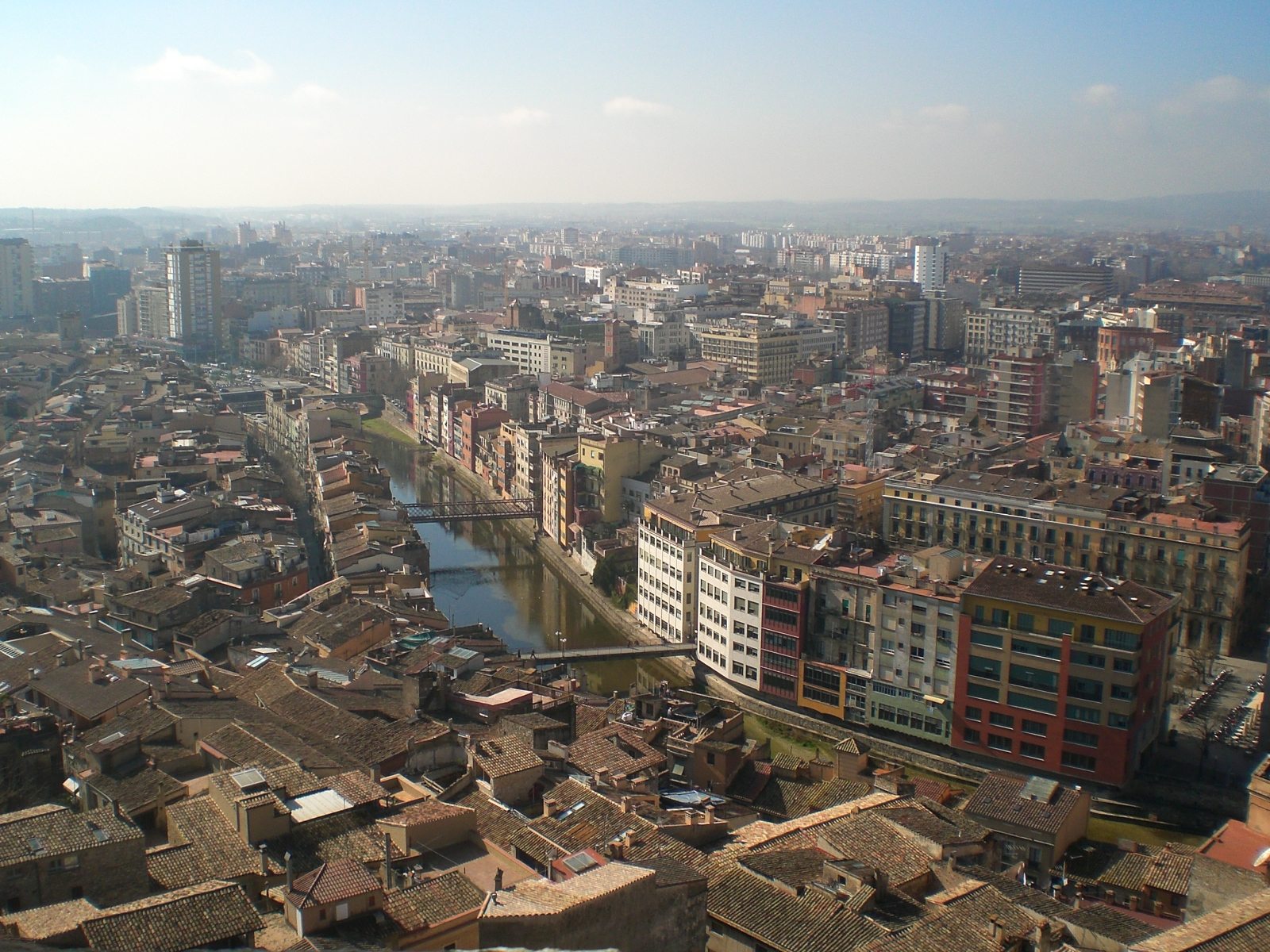
ジローナ県の県都ジローナ

| 順位 | 基礎自治体                         | 県           | 人口 （2010年） |
| ---- | ---------------------------------- | ------------ | --------------- |
| 1    | バルセロナ                         | バルセロナ県 | 1,619,337       |
| 2    | ルスピタレート・ダ・リュブラガート | バルセロナ県 | 258,642         |
| 3    | バダローナ                         | バルセロナ県 | 218,886         |
| 4    | タラサ                             | バルセロナ県 | 212,724         |
| 5    | サバデイ                           | バルセロナ県 | 207,338         |
| 6    | タラゴナ                           | タラゴナ県   | 140,184         |
| 7    | リェイダ                           | リェイダ県   | 137,387         |
| 8    | マタロー                           | バルセロナ県 | 122,905         |
| 9    | サンタ・クローマ・ダ・グラマネート | バルセロナ県 | 120,060         |
| 10   | レウス                             | タラゴナ県   | 106,622         |

- リェイダ県の県都リェイダ
- タラゴナ県の県都タラゴナ
- ジローナ県の県都ジローナ

## 歴史

### 先史時代・古代・中世
カタルーニャ地方に残る最古の人類の痕跡は、トータヴェル（現フランス・ピレネー＝オリアンタル県）近郊のアラゴ洞窟に残っている。中期旧石器時代にはカタルーニャの大部分にネアンデルタール人が住んでおり、後期旧石器時代にはカタルーニャ全体で5,000-8,000の人口があった。新石器時代には集団埋葬が行われ、青銅器時代には巨石記念物の文化が発達した。鉄器時代にはケルト人が火葬の文化や金属加工の技術をもたらした。

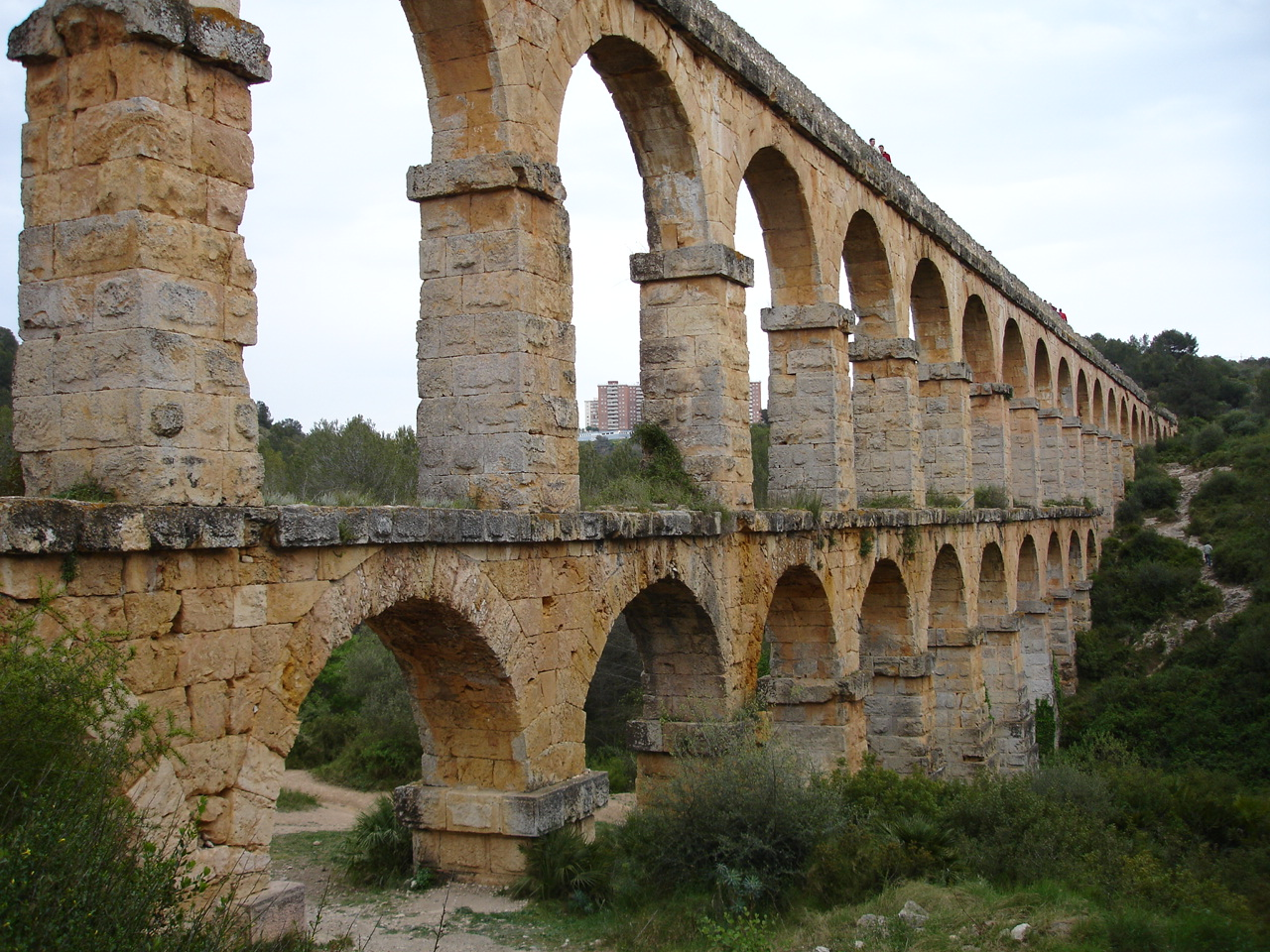
ローマ時代に建設されたタラゴナの水道橋。

紀元前8世紀から紀元前6世紀には、ギリシア人がロザスに植民市を建設し、ポカイア人がアンプリアスを建設している。ローマ人はカルタゴ人と衝突して地中海沿岸で領土争いを繰り広げた。紀元前216年にはローマがエブロ川以北の土地を占領してタラコ（現・タラゴナ）を建設。イベリア半島の北半分にヒスパニア・キテリオル属州（共和政ローマ期）を設置してローマ化を進め、バルキノ（現・バルセロナ）などの植民市を建設した。タラコはヒスパニア・タラコネンシス属州（帝政ローマ期）の首都となり、ローマ支配下のイベリア半島でもっとも重要な都市だった。3世紀以後には北方からフランク族などがタラコネンシス属州に侵入、480年以降には西ゴート族がカタルーニャを含むイベリア半島を占領し、589年にはイベリア半島が統一されて西ゴート族の中央集権国家が誕生した。
711年にイベリア半島に侵入したイスラーム教徒はわずか数年間でカタルーニャを征服した。リュブラガット川以北の「旧カタルーニャ」ではイスラーム教徒の支配期間は100年間にも満たなかったが、リュブラガット川以南の「新カタルーニャ」は12世紀半ばまでイスラーム教徒の支配下にあった。8世紀末から9世紀初頭には旧カタルーニャがフランク王国に編入され、795年にはイスラーム勢力に対する緩衝地帯の役割を果たすスペイン辺境領が設置された。878年にはギフレー1世（多毛伯）がバルセロナ伯に任ぜられ、後の歴史家はギフレー1世がカタルーニャの初代君主であると考えている。ギフレー1世はその子孫がバルセロナ伯を継承する世襲制を確立させ、この王朝は1412年まで続いた。987年にはカタルーニャ君主国が生まれており、カタルーニャが主権への道を歩み出したのはこの1000年頃であるとされる。

### カタルーニャ君主国
カタルーニャ君主国には封建制が定着していき、他のキリスト教勢力とともにレコンキスタ（国土回復運動）に関与した。1153年にはカタルーニャ君主国の境界がエブロ川まで南下した。1137年にはアラゴン＝カタルーニャ連合王国と呼ばれる同君連合が成立したが、「カタルーニャ」という名称が初めて文献に登場するのはこの時代である。1147年にはアリカンテまでの地中海沿岸がカタルーニャの土地となり、ラモン・バランゲー4世はイベリア半島でもっとも強大な権力を持つ君主となった。

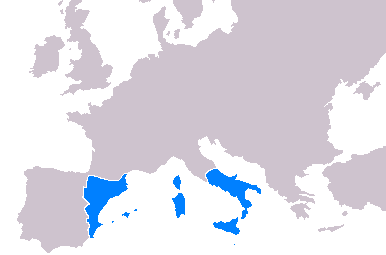
アラゴン＝カタルーニャ連合王国の最大版図（1443年）

以後のバルセロナ伯はピレネー山脈以北への進出も試みている。ハイメ1世（ジャウマ1世）（征服王）はイスラーム教徒からマヨルカ島、バレンシア、ムルシアを奪還した。ハイメ1世はコルツと呼ばれる身分制議会（聖職者・貴族・王領）を導入し、財政・司法・立法などに権限を及ぼした。1258年にはコルベイユ条約によってフランスが正式にカタルーニャ君主国の独立を承認した。1282年のシチリアの晩祷後にはアラゴン王ペラ2世がシチリア王に据えられた。カタルーニャが「君主国」(principat)と呼ばれるようになったのはペラ3世の治世である。1354年にはジャナラリタット（議会の決定の執行機関）が常設され、君主の不在時や緊急時にはジャナラリタットが国家を統治している。
ハイメ1世がカタルーニャの地中海進出の基礎を築き、その後継者らが「カタルーニャ帝国」とも呼ばれる地中海帝国を形成させた。カタルーニャ人商人は、北アフリカのマグレブ地方、ギリシャのロドス島、キプロス島、西アジアのダマスクスなどにも勢力を伸ばし、地中海中央部ではシチリア島が政治的な拠点となった。首都バルセロナには地中海全体に権限が及ぶ商業組織ができ、15世紀初頭のバルセロナには商品取引所が存在した。1410年にはアラゴン、カタルーニャ、バレンシアの3王国が投票するカスペの妥協で後継者を選出し、カスティーリャ・トラスタマラ家出身のフェルナンド・デ・アンテケーラ（フェルナンド1世）がカタルーニャ君主国の新君主に選ばれた。アルフォンス5世の治世にはイベリア半島、イタリア半島（ナポリ王国）、アルバニア、スロベニア、マルタ、エーゲ海のいくつかの島が支配下にあり、アラゴン＝カタルーニャ連合王国の版図は最大となった。
1461年、王家の争いから暴動が発生。これを契機にカタルーニャの勢いは衰えていった。

### スペイン王国時代

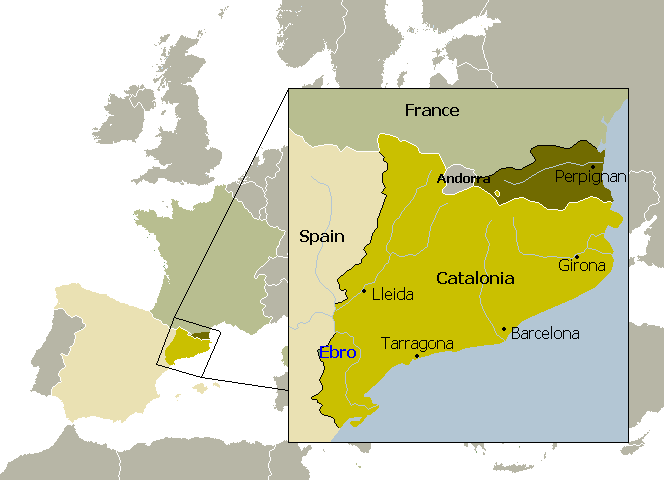
1659年のピレネー条約でフランスに割譲された地域（深緑）とカタルーニャ（淡緑）

1479年はスペインが統一された年であり、カタルーニャにとっては政治的独自性を奪われた年であるとされる。14世紀と15世紀にカタルーニャの人口は激減し、地中海の覇権はオスマン帝国に奪われた。さらには大航海時代が到来したことで、ヨーロッパにおける商業活動の中心は地中海から大西洋に移っていた。カタルーニャはアメリカ大陸との貿易や植民活動から排除され、16世紀と17世紀はカタルーニャにとって「衰退の時代」となった。地方の自由は尊重されたものの中央集権的な傾向は強まり、フェルナンド2世は副王を置いてカタルーニャを統治した。1640年から収穫人戦争（カタルーニャ反乱）が10年あまり続いたが、降伏したバルセロナはスペイン王国のフェリペ4世の支配下に戻っている。フランス・スペイン戦争（1635年-1659年）後の1659年に結ばれたピレネー条約では、カタルーニャの意思とは無関係に北カタルーニャがフランスへ割譲された。
1700年にはスペイン継承戦争（1701年-1714年）が起こったが、第3次バルセロナ包囲戦を経て1714年9月11日にバルセロナが陥落し、カタルーニャはスペイン軍の占領下に置かれた。1716年に布告された新国家基本法によって議会や政府などが廃止され、公的な場でカタルーニャ語を使用することが禁じられた。18世紀前半には特に農業が発展、18世紀後半には商業が発展した。また同じく18世紀後半には綿織物工業が興り、カタルーニャはスペイン随一の経済先進地域となった。19世紀の1836年にはスペインでは最初に蒸気機関を導入し、600人から700人の労働者を使役するような木綿を扱う大工場も出現した。このような産業革命をスペインの他地域では主に外国資本の導入によって行ったのに対し、カタルーニャは地元資本で押し進めていった。産業革命に伴いカタルーニャ内では農村部から都市部へと人口の流入が発生し、都市部では衛生状態の悪化などの様々な都市問題を引き起こした。例えば、1836年に人口が13万人程度であったカタルーニャの中心都市であるバルセロナでは、産業勃興に伴い一気に5万人を超える人口流入が発生した結果、深刻な衛生状態の悪化に悩まされることとなった。

### 近現代

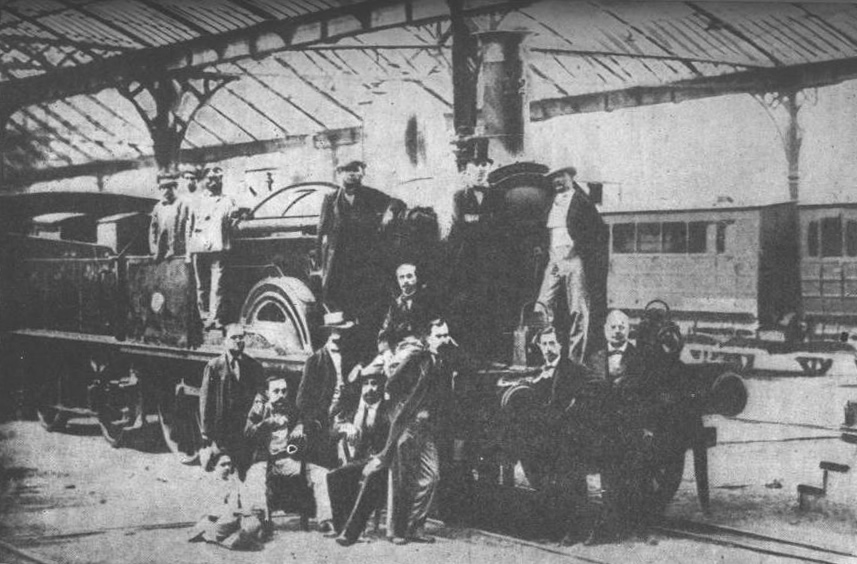
1848年にスペインで初めて開通した鉄道（バルセロナ＝マタロー）

1790年代のピレネー戦争では一時的にカタルーニャ北部がフランス軍に占領され、19世紀初頭の半島戦争（スペイン独立戦争）中にはフランス軍がバルセロナに入城した。1833年には第一次カルリスタ戦争（1833年-1840年）が勃発し、カルリスタ側に就いたバルセロナでは自由主義的法制に対して蜂起が起こっている。19世紀前半には水力を利用するいくつもの工業団地が建設され、1848年にはカタルーニャ初の鉄道がバルセロナ＝マタロー間に開通した。1856年時点でカタルーニャの人口はスペイン全体の10%にすぎなかったが、綿工業ではスペイン全体の94%を占めている。19世紀半ばにはカタルーニャが「スペインの工場」となったものの、バスク地方と違って石炭・鉄鉱石の天然資源を欠くカタルーニャでは製鉄業は栄えなかった。19世紀半ばにはカタルーニャ語とカタルーニャ文化の復興運動であるラナシェンサ（ルネサンス）運動が興り、19世紀末にはムダルニズマという建築や美術中心の文芸運動が興った。1898年のスペインの米西戦争敗北とキューバの喪失はカタルーニャ経済にも打撃を与えたが、この敗北でカタルーニャ主義は勢いを強めた。

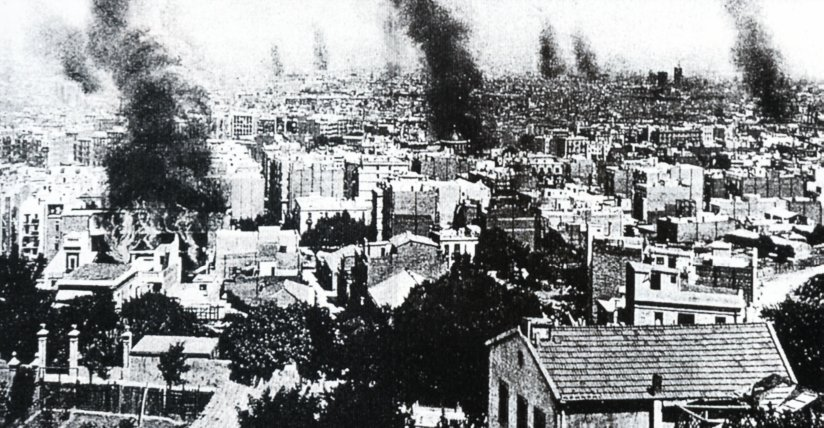
悲劇の一週間で煙を上げるバルセロナの町（1909年）

20世紀前半のバルセロナは人口が100万人を超え、域外出身者の増加によって移民問題が発生した。1909年7月末には「悲劇の一週間」と呼ばれる市民暴動・政府軍による弾圧が起こっている。1914年にはカタルーニャの4県による連合体、マンクムニタットが発足。1917年にはリュイス・クンパンチなどが主導するカタルーニャ共和党（現・カタルーニャ共和主義左翼:ERC）が設立され、1919年にはフランセスク・マシアがナショナリスト民主連合を組織した。

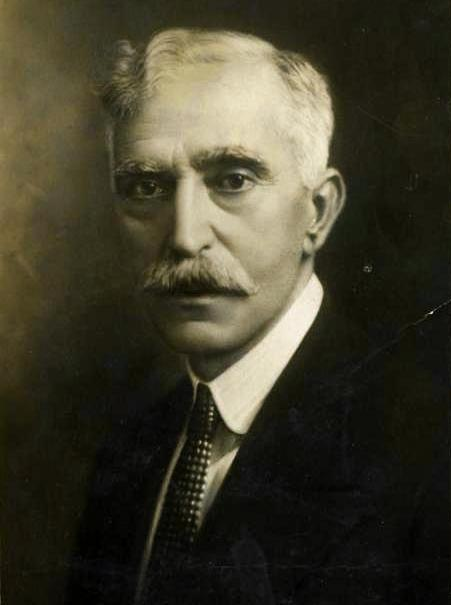
初代ジャナラリタット首相のマシア

ミゲル・プリモ・デ・リベラ軍事独裁政権はカタルーニャを弾圧し、独裁政権時代にカタルーニャ・ナショナリズムは急進化した。1931年にスペイン第二共和政が成立すると、ジャナラリタット（自治政府）が発足して1932年カタルーニャ自治憲章が承認され、ERCのマシアが初代カタルーニャ首相に就任している。1936年に勃発したスペイン内戦ではフランコによってカタルーニャ自治憲章が廃止され、バルセロナが反乱軍の手に陥落した。
1939年以後のフランコ体制下のカタルーニャでは、カタルーニャ語とカタルーニャ・アイデンティティの象徴に対して厳しい弾圧がなされ、カタルーニャの伝統的音楽・祭礼・旗、カタルーニャ語の地名や通り名が禁じられた。自治政府や自治憲章が廃止され、クンパンチ首相を含めて多くの共和国支持者が投獄・処刑された。スペイン経済は壊滅的な状況にあり、1950年前後までのカタルーニャ経済は停滞を余儀なくされた。1960年代から1970年代初頭のカタルーニャでは急速な経済成長が起こり、外国資本の投資や観光客が増加した。第三次産業が発展し、金属・化学・建設などの工業生産指数も伸びた。カタルーニャ語教育への関心も高まり、文化支援団体オムニウム・クルトゥラルが設立された。

### カタルーニャ自治州
1975年にフランコが死去すると、アドルフォ・スアレス内閣の下でスペインの民主化が進められた。1977年6月には1936年以来初となる民主的総選挙（1977年スペイン議会総選挙）が行われ、カタルーニャでは左派政党が約5割、カタルーニャ民族主義政党が3/4の得票を得た。スアレス首相はジャナラリタット（自治政府）の復活を優先し、1977年10月にはタラデーリャスが政党の枠組みを超えたジャナラリタットを組織した。スアレス首相の下で地域主義を容認するスペイン1978年憲法が制定され、1979年カタルーニャ自治憲章が制定されてカタルーニャ自治州が発足した。
1973年には経済の急成長が頭打ちとなり、1979年以後の第二次石油危機ではカタルーニャ銀行が倒産した、失業率はスペイン平均を上回る高い数字を示した。1985年頃からはカタルーニャ経済も回復し、1986年にスペインがヨーロッパ共同体(EC)に加盟すると外国企業の1/3は経済基盤の整っているカタルーニャ州に進出した。1992年にはスペイン初の夏季オリンピックとしてバルセロナオリンピックが開催され、カタルーニャのイメージを世界に広める役割を果たしている。1990年代には経済面で外国籍企業への依存が進み、国内移民に代わってEU外からの移民が増加した。

#### 独立問題

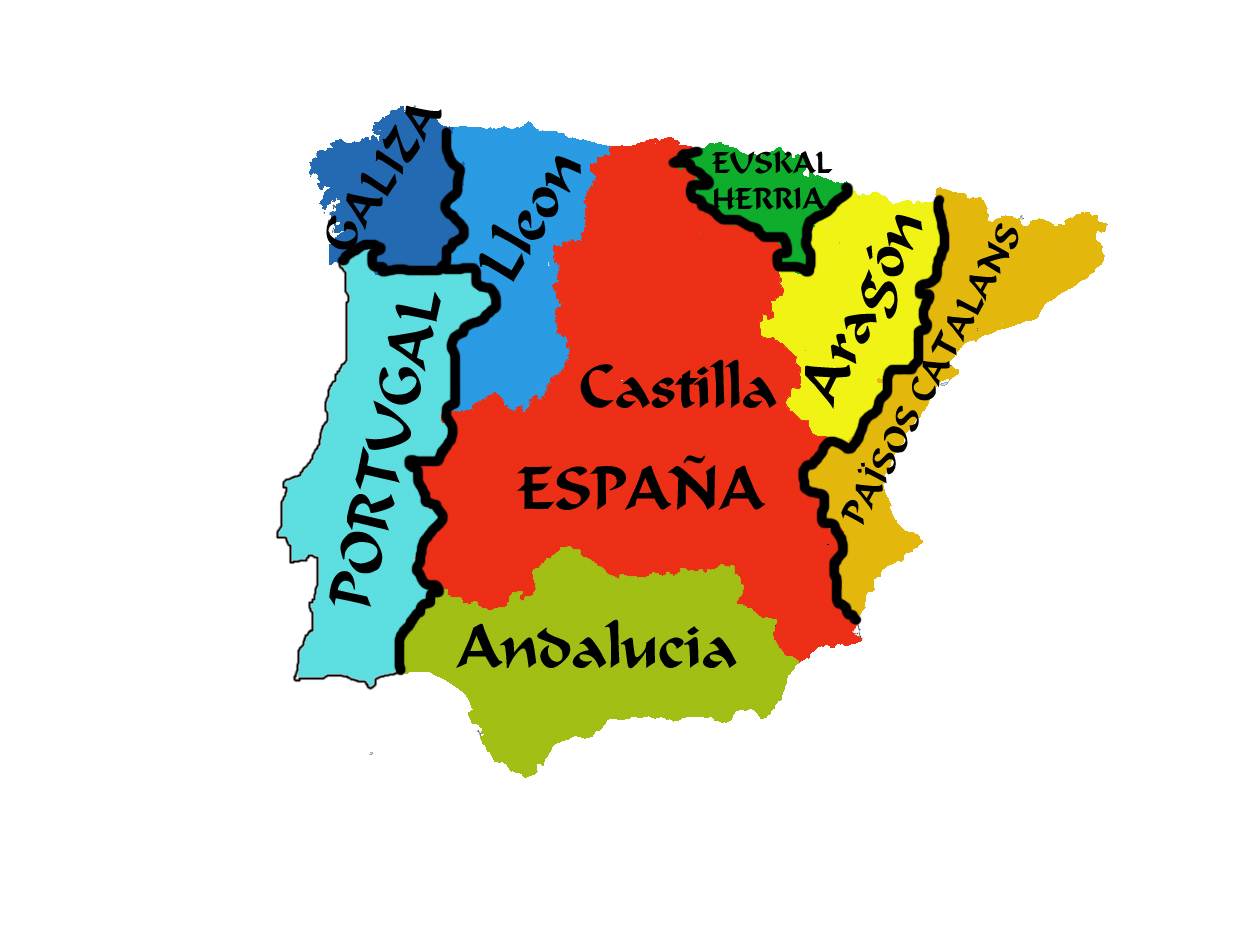
分離主義者が主張するイベリア半島の民族分布。この論に立つ場合、スペイン人は諸民族の大部分を統合する概念となる。

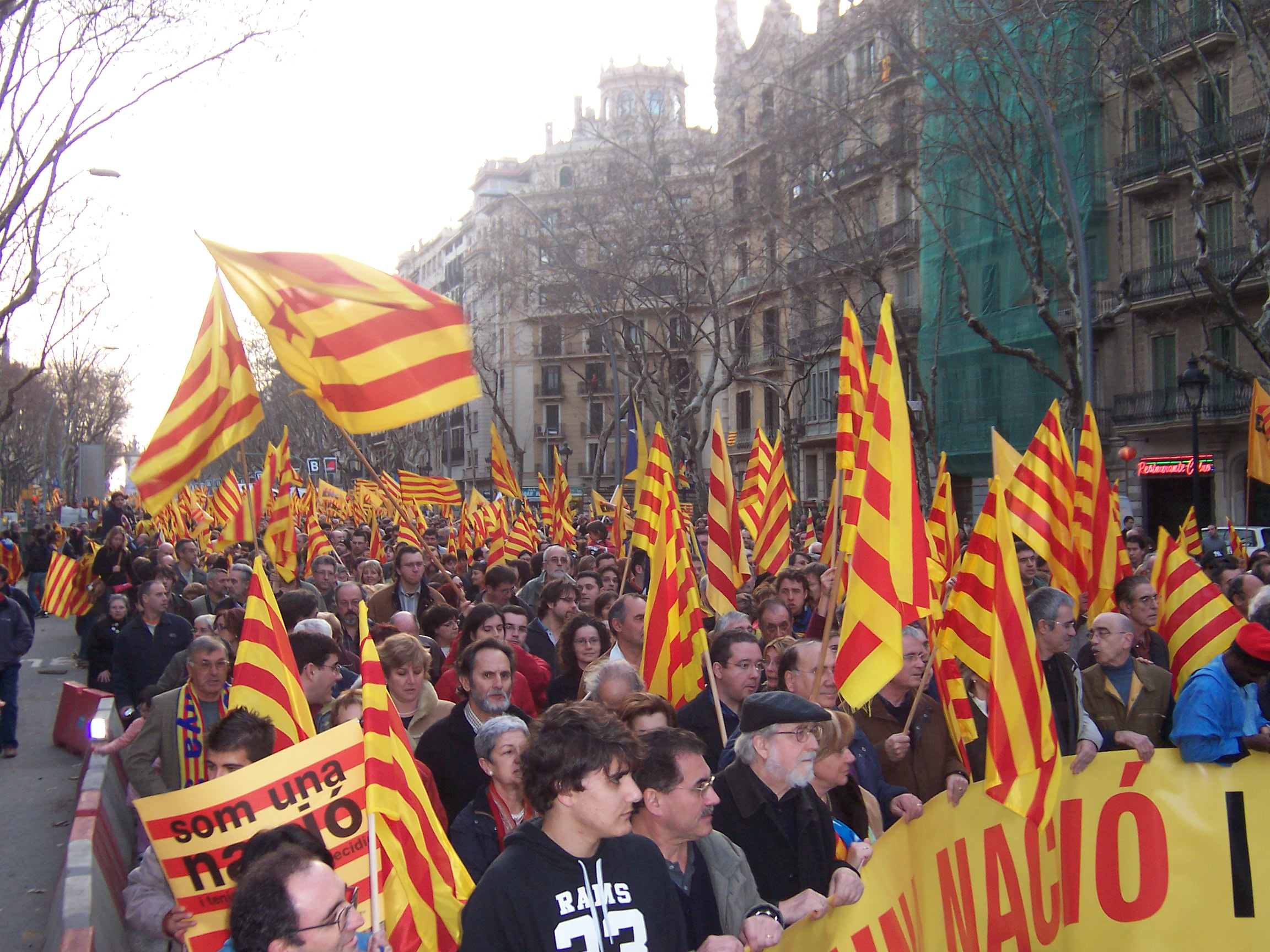
サニェーラを掲げて行進するカタルーニャ独立派のデモ隊。

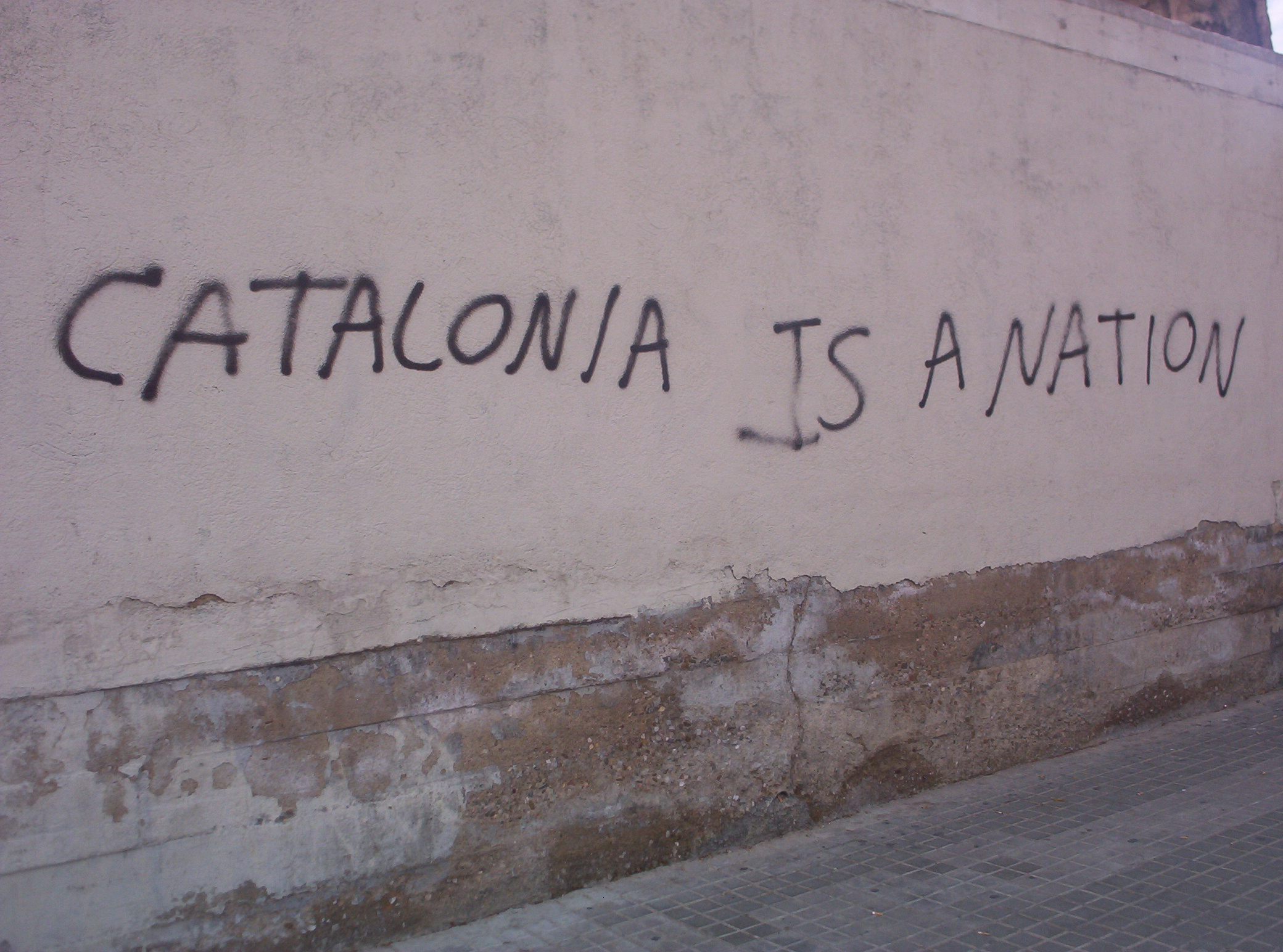
「カタルーニャはネーションである」、こうした落書きはさほど珍しいものではない。

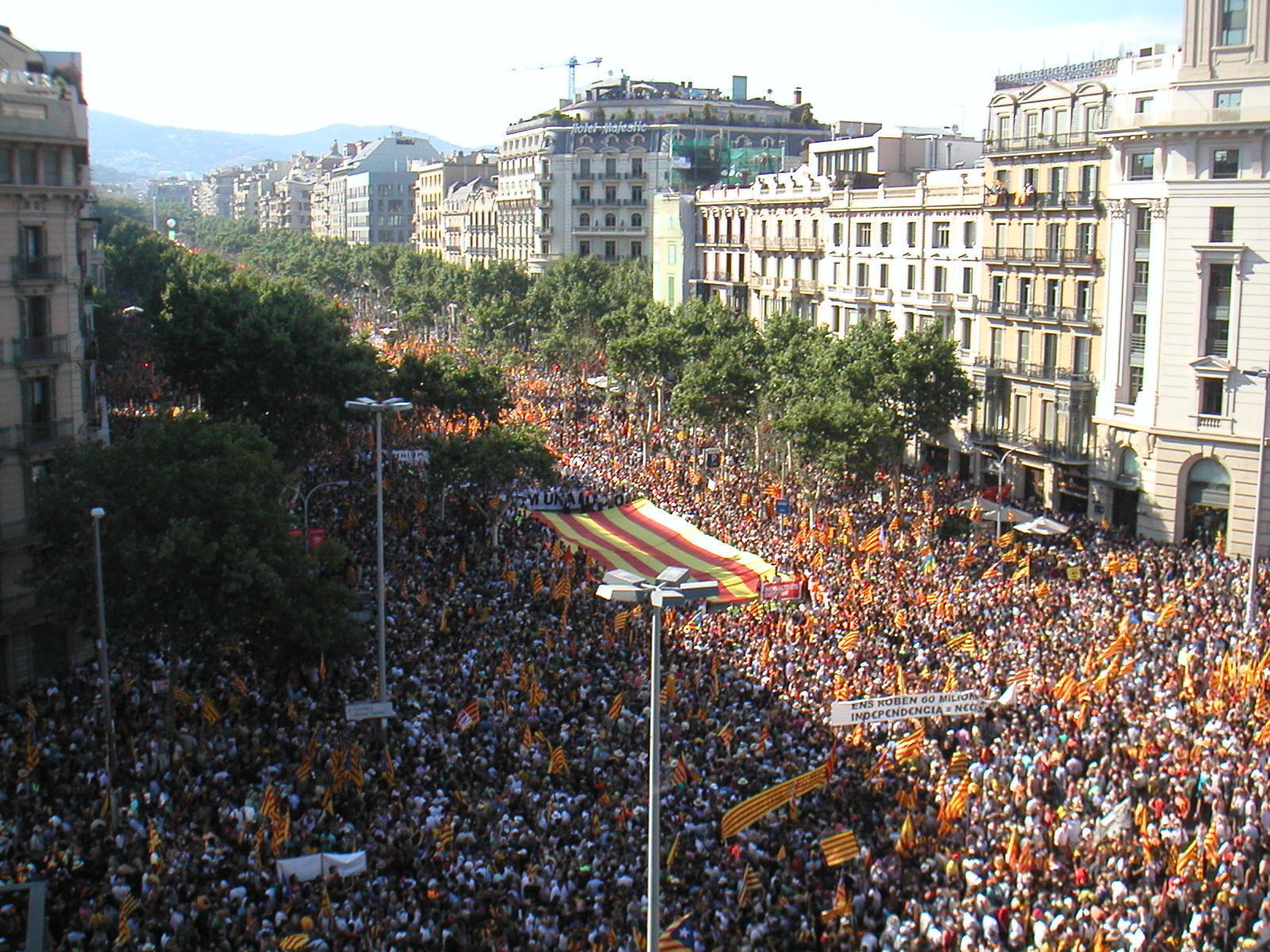
独立運動の起点となった2010年の大規模街頭デモ。

2006年には自治権の拡大を謳った新たな2006年カタルーニャ自治憲章が制定されたが、2010年にはこの自治憲章がスペイン憲法裁判所によって違憲であるとされた。また、スペインは財政力の弱い地域を支援する税制を採用しており、財政力が強いカタルーニャ州は特に再配分比率が低い地域であるため、カタルーニャ州住民はソブリン危機に端を発するスペイン経済危機の状況下で不満を募らせていた。カタルーニャ・ナショナリズムの機運が高まったのは、自治憲章の違憲判決と税制の不公平感という2点が理由であり、2010年半ばには独立支持派がはっきりと増加した。また、これまでに非公式ながら独立の是非を問う住民投票が何度か行われている。
2010年7月の大規模デモ「2010年カタルーニャ自治抗議」には約110万人が参加。2012年の150万人が参加した大規模なデモ、2013年の「カタルーニャ独立への道」、2014年の「カタルーニャの道2014」など、毎年のように大規模デモが開催されている。2014年にはカタルーニャ州独立を問う住民投票が実施され、2015年カタルーニャ自治州議会選挙では、独立賛成派が過半数の135議席中72議席を獲得し、州議会がカタルーニャ独立手続き開始宣言を採択した。2017年10月1日に独立を問う住民投票が実施され、投票率4割ながら賛成が9割に達した。10月10日にカタルーニャ独立宣言は署名されたものの即時凍結され、中央政府に対し対話を求めたものの独立宣言そのものは撤回しなかったため、10月21日に中央政府は自治政府の権限を一時停止する方針を決定。10月27日、州議会は独立宣言を賛成多数で承認した。これを受け中央政府はプッチダモンら州政府幹部らを更迭し、ソラヤ・サエンス・デ・サンタマリーア副首相を州首相の職務代行に据えるなどカタルーニャ州の直接統治に乗り出した。12月21日に投開票が行われたカタルーニャ自治州議会選挙では独立派政党が過半数を獲得し、議長に独立派であるトレント (Roger Torrent) 議員が就任した。選挙の結果を受け、州政府首相としてプッチダモン元首相が指名され、1月30日に信任投票が行われる予定であったが、憲法裁判所による差し止め命令を受け、信任投票は延期された。プッチダモンは亡命を余儀なくされ、2018年3月にはドイツで逮捕されたが、ドイツ司法はプッチダモンの反逆罪を否定し、スペインへの引き渡しを拒否している。その後擁立された独立活動家のサンチェス氏の信任は、氏が収監中であることを理由に信任投票自体が不成立となり、続く一名の候補の不信任を経て、2018年5月14日にキム・トーラが第131代カタルーニャ州政府首相として信任が可決。6月に閣僚名簿がスペイン中央政府に承認されたことで、カタルーニャは自治権を回復した。
独立派と中央政府との対立は1975年のスペイン民主化以来、最大の騒乱となっており、独立に反対する過激派右翼や「ファランヘ党」を名乗る独立反対勢力によってカタルーニャや同じカタルーニャ語圏であるバレンシアやバレアレス諸島の民家や店舗が襲撃されるなどの事件も起きており、大きな社会問題となっている。

## 政治

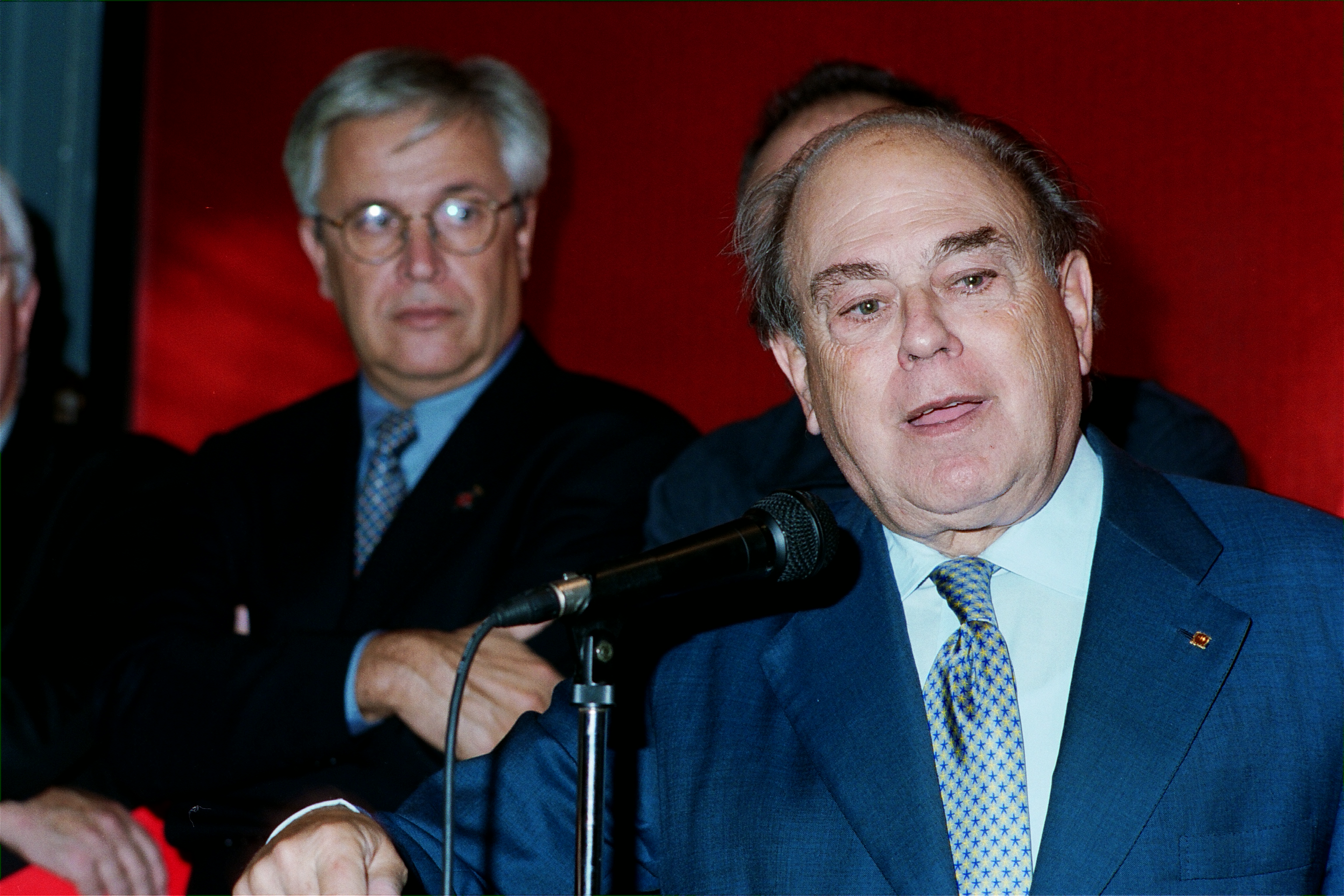
23年間も州首相の座にあったプジョル

1975年にフランコが死去し、1976年からアドルフォ・スアレス政権によって政治改革が進められると、その過程で1977年9月29日にはスアレス首相によってジャナラリタット（自治政府）の復活が宣言された。その後カタルーニャ自治憲章の策定が行われ、スペイン国会での可決と住民投票での承認を経て、1979年12月18日に自治州の地位を得た。この自治憲章はスペイン1978年憲法で認められる最大限の権限移譲を意図して策定されたものであり、1932年の自治憲章よりも強い権限が認められている。カタルーニャは「自治地域」（1932年自治憲章）よりも強い「民族体」であると明記され、「カタルーニャの固有の言語」であるとされたカタルーニャ語が自治州公用語となった。スペインの17自治州のうちバスク州とナバーラ州の2自治州は独自の徴税権を認められたが、カタルーニャ州は他の14自治州と同じく、一度国庫に納めた税金を中央政府から交付される体制が取られ、権限が不十分なものであるとする声もあった。

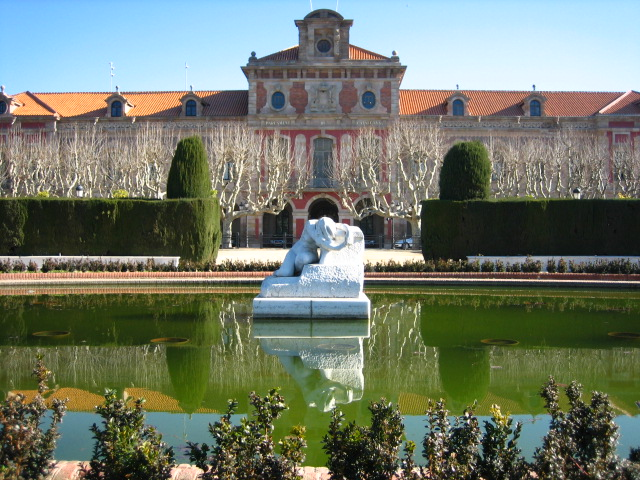
カタルーニャ自治州議会

民主化後初となる1977年スペイン議会総選挙では、左派のカタルーニャ社会党(PSC)がカタルーニャ州の第一党となった。一方で、1980年に行われた初のカタルーニャ州議会選挙ではカタルーニャ民族主義の集中と統一(CiU)が第一党となり、CiUはジョルディ・プジョル州首相の下で23年間もカタルーニャ州の政権を維持した。国政選挙では左派のPSCが優勢、州議会選挙ではカタルーニャ民族主義のCiUが優勢であり、選挙の種類によって有権者の投票行動が変化するという特殊な状況が長く続いた。スペイン中央政府からの権限移譲は順調に進み、カタルーニャ州政府は1980年代半ばから教育・文化政策、福祉政策、環境、領土整備、医療、公共事業、司法、言語政策などの権限を持つようになった。スペイン議会総選挙でCiUは権限移譲を目的に、右派・左派を問わずその時々の政権と議会内協力を行った。カタルーニャ州最大の都市であるバルセロナ市議会やその周辺地域の自治体議会では、常にPSCが支配的である。
2003年の州議会選挙ではCiUが第一党を守ったが、PSC、カタルーニャ共和主義左翼(ERC)、カタルーニャ緑のイニシアティブ(ICV)の3政党による連立政権が誕生し、PSCのパスクアル・マラガイが州首相に就任した。2010年の州議会選挙ではCiUが政権に返り咲き、アルトゥール・マスが州首相に就任した。カタルーニャ・ナショナリズムの趨勢が大きく変化した2012年の州議会選挙ではERCが躍進し、CiUとERCが議会内協力を結んでマスが州首相に再選。2015年には「カタルーニャ独立の賛否」を単一の争点とした州議会選挙が行われ、集中と統一を構成していたカタルーニャ民主集中(CDC)とERCが中心となったジュンツ・パル・シ(JxS)が第一党となった。
ジャナラリタットと呼ばれるカタルーニャ自治州政府はバルセロナに置かれており、カタルーニャ自治州議会、カタルーニャ自治州首相、カタルーニャ自治州内閣によって構成されている。
中世に誕生したジャナラリタットは、スペイン継承戦争後に公布された新国家基本法（1716年）によって廃止された。20世紀には第二共和政の下で復活したが、スペイン内戦により再び廃止され、1978年の新憲法によって再び復活した。

### 政党
- 主要政党
  - カタルーニャ民主集中(CDC)
  - カタルーニャ共和主義左翼(ERC) : 左派のカタルーニャ主義政党であり、スペイン第二共和政のカタルーニャ自治政府では政権を担った[84]。1989年の党大会でカタルーニャ語圏の独立を目標に掲げた[84]。
  - カタルーニャ社会党（スペイン語版）(PSC) : 全国政党スペイン社会労働党(PSOE)の協力政党[84]。スペイン連邦主義を掲げる左派政党である[84]。
  - カタルーニャ国民党（スペイン語版）(PPC) : 全国政党国民党(PP)の連合政党。スペイン主義を掲げてカタルーニャ主義には批判的であるが、社会・経済面では集中と統一と共通する政策が多かった[84]。
  - アスケーラ・ウニーダ・イ・アルタルナティーバ（スペイン語版）(EUiA)- 全国政党連合統一左翼（IU）の地域政党連合。
  - 人民統一候補(CUP) : 反資本主義、社会主義と共に、カタルーニャ人の民族解放やカタルーニャ語圏の独立を掲げ、2012年州議会選挙では初めて議席を獲得（3議席）した[84]急進左派政党。
  - シウタダンス＝市民党(C's) : カタルーニャ主義に反対する右派政党として2006年に結成された[84]。2006年州議会選挙では望外の3議席を獲得し、2012年州議会選挙では9議席まで増やした[84]。2014年頃からは全国的な人気を得て国民党の支持者を奪い[85]、2015年のスペイン議会総選挙では40議席・350万票を得て第四党に大躍進した。
  - ジュンツ・パル・シ(JxS)- 2015年の州議会選挙でCDCとERCを中心に設立された連合体。
  - カタルーニャ・シ・カ・アス・ポット(CSQEP)- 2015年の州議会選挙でポデーモスとEUiAを中心に設立された連合体。
  - カタルーニャ民主連合(UDC)
- その他の政党
  - バルサローナ・アン・クムー(BeC) : 2015年の地方自治体選挙のためにポデーモスを中心に設立されたバルセロナのローカル政党。同選挙ではBeCをモデルとした連合体が躍進。同年のカタルーニャ州議選でのCSQEPのモデルとなった。
  - 集中と統一(CiU) : CDCとUDCによって1980年に結成された政党連合。中道右派のカタルーニャ主義政党であるとされ[84]、1979年の自治州発足から2012年の州議会選挙まで一貫してカタルーニャ州議会で第一党の地位にあった[84]。2012年以後にはカタルーニャ主義から進んでカタルーニャの独立を目指すようになったが、独立姿勢には政党連合内にも温度差が見られ[84]、このことが原因となって2015年には政党連合が解体された。

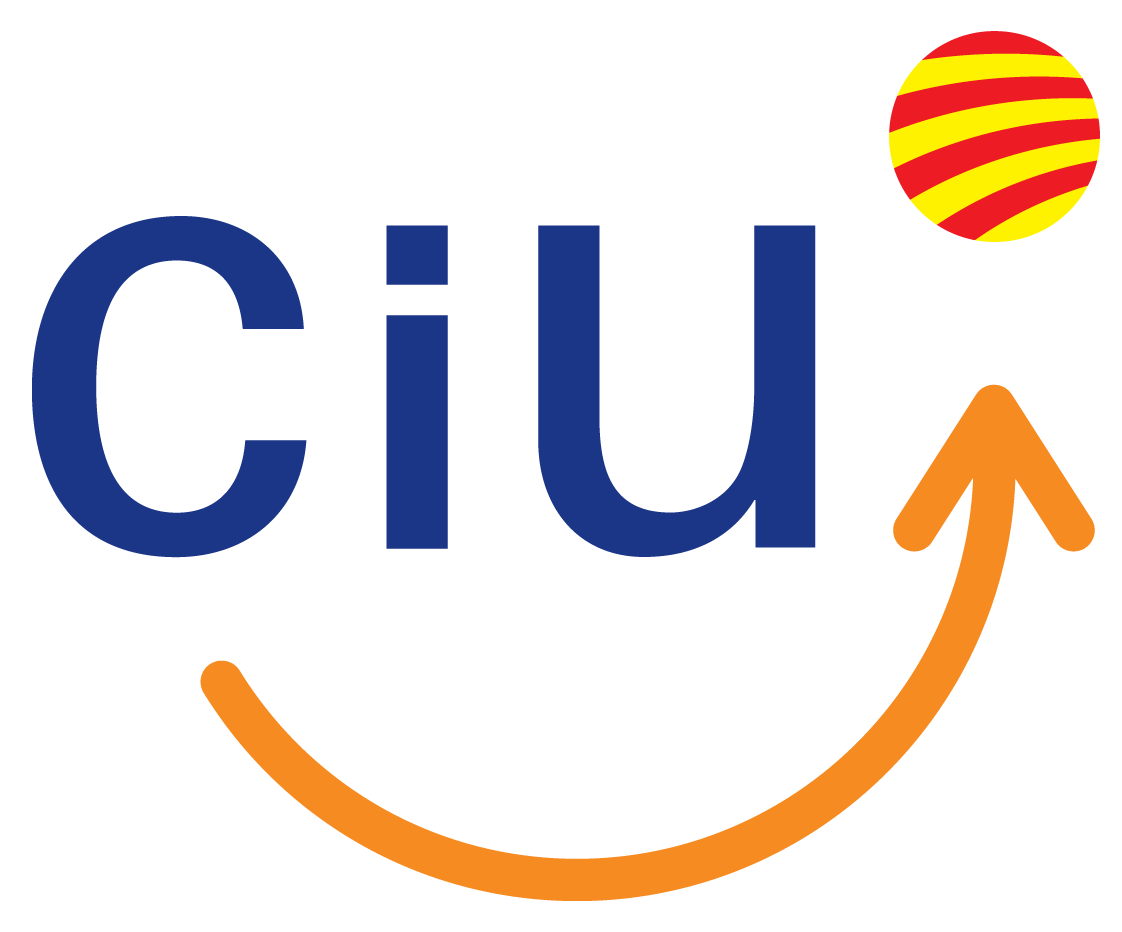
長年にわたって州政府第一党の座にあった集中と統一(CiU)
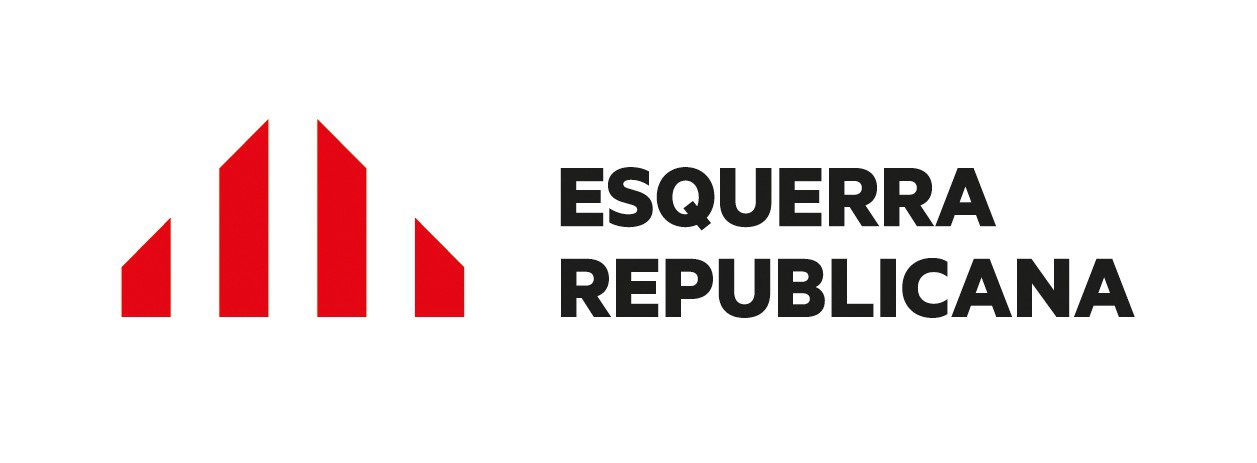
カタルーニャの独立を掲げるカタルーニャ共和主義左翼(ERC)
カタルーニャの独立に反対しているシウダダノス(C's)
歴史的に州内での総選挙に強いカタルーニャ社会党(PSC)

## 公安・司法
カタルーニャ州は18世紀に遡る独自の警察組織、モスズ・ダスクアドラを有している。1980年以降、モスズ・ダスクアドラはジャナラリタットの指揮下にある。1994年以降、スペイン国内全体を統括するグアルディア・シビル（治安警察）、スペイン内務省統括のスペイン国家警察に替わって拡大した。グアルディア・シビル及び国家警察は、カタルーニャ州内での港湾、空港、沿岸、国境線、税関、身分証明、他の組織の軍事監視といった特定の機能行使のため、一部の代理部を残している。
州内でのほとんどの裁判制度は、国の司法機関が処理している。法制度は、カタルーニャでは分けて処理されるいわゆる民法を例外として、スペイン国内一定である。

## 経済

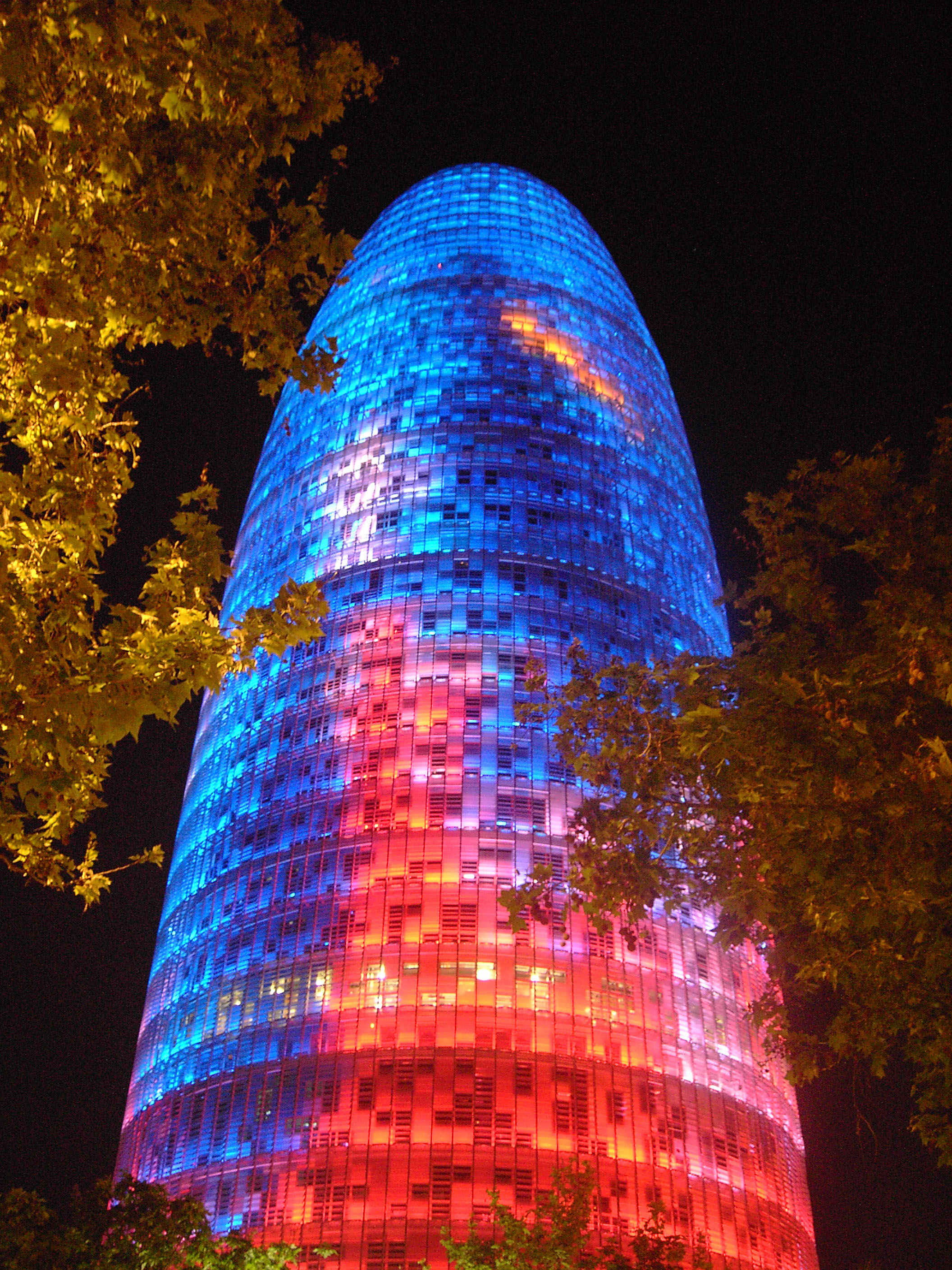
ライトアップされたトーレ・アグバール

カタルーニャは18世紀末から19世紀前半にかけて、繊維産業を契機として機械・金属・化学と発展していく産業革命が生じたスペイン唯一の地域であり、今日でも社会経済的特徴として豊かな産業集積が挙げられる。近現代から今日に至るまで、カタルーニャはバスク地方とともにスペイン経済を牽引してきた地域である。経済拠点としてのバルセロナの影響圏はカタルーニャ州内に留まらない。
2000年から2006年のカタルーニャ州の産業別従業者比率は、第一次産業が2.8%、第二次産業が37.2%、第三次産業が60%であり、スペイン平均と比較すると第二次産業の比率が高い。
スペインの貯蓄銀行46行のうち10行がカタルーニャ州を拠点としており、ラ・カイシャ（ラ・カッシャ）はヨーロッパ随一の貯蓄銀行である。スペイン初のプライベート・バンクはサバデイに拠点を置くサバデイ銀行であり、今日ではスペインのプライベート・バンクで第4位である。
住民の勤勉さや、ヨーロッパや中近東へのアクセスの良さなどから、多くの外国企業がカタルーニャ州に進出しているものの、独立問題に揺れる近年の政治情勢を踏まえて、州内からスペインの他地域に企業が移転する傾向がある。2014年には987社が州内からスペインの他地域（主にマドリード州）に移転し、スペインの他地域から州内に移転した企業は602社にとどまった。2015年時点のカタルーニャ州の長期信用格付は、スタンダード&プアーズによればBB（投資不適格）、ムーディーズによればBa2（投資不適格）、フィッチ・レーティングスによればBBB-（低投資適格）である。いずれの格付機関においてもカタルーニャ州の長期信用格付はスペインの自治州内で最下位タイである。

### 域内総生産(GRP)
2010年代のカタルーニャ州の域内総生産はスペイン全体の約20%（2013年度は18.8%）を占め、スペインの17自治州中もっとも経済規模が大きな自治州である。2010年代の域内総生産はアイルランド、フィンランド、ポルトガルを上回り、デンマークに匹敵する。2014年のカタルーニャ州の域内総生産(GRP)は1997億9700万ユーロであり、スペインの17自治州中第1位だった。1人あたり域内総生産は26,996ユーロ/人であり、マドリード州（31,004ユーロ）とバスク州（29,683ユーロ）とナバーラ州（28,124ユーロ）に次いで17自治州中第4位だった。この年の域内総生産成長率は1.4%だった。

### 第一次産業
主要な産業は工業、観光業、農業、漁業である。伝統的な農業には、輸出品としてのブドウ、アーモンド、オリーブ栽培や、ワイン、オリーブオイル生産、内部需要向けのコメ、ジャガイモ、トウモロコシ栽培がある。今日では耕地面積が大きく減少している上に、伝統的作物のオリーブやブドウの畑が、都市で消費される果実や野菜の畑に取って代わっている。ブタやウシの畜産は盛んになっている。カタルーニャ州沿岸の地中海では多様な魚類が獲れることで知られており、これはカタルーニャ州に著名なレストランが多いことの一因となっている。

### 第二次産業
カタルーニャの織物業が初めて文献に登場するのは1283年から1313年の間であり、織物業は長らくこの地域の主産業であり続けた。19世紀のカタルーニャでは産業革命が起こり、19世紀半ばには「スペインの工場」となった。特に綿工業を中心とする繊維工業が栄えたものの、バスク地方と違って石炭・鉄鉱石の天然資源を欠いたため、製鉄業や造船業などの重工業は発展しなかった。スペイン初の労働組合はカタルーニャで誕生している。バルセロナは製紙、グラフィックアート、化学、金属加工が卓越しており、織物業の中心はサバデイやタラサである。バルセロナには日本の自動車会社である日産自動車の工場がある。カタルーニャで石油の需要が増加したことで、タラゴナの石油精製所が拡張された。

### 第三次産業
スペイン初の高速自動車道路は、フランスのペルピニャンとバルセロナを結ぶ道路だった。夏季にはイギリスや北ヨーロッパから地中海岸のコスタ・ブラバなどに多くの観光客が押し寄せる。ピレネー山脈はウィンタースポーツや登山などが人気である。2012年には観光税の徴収を開始した。この税収は観光促進や観光関連インフラの充実に使用される。

## 社会

### 人口

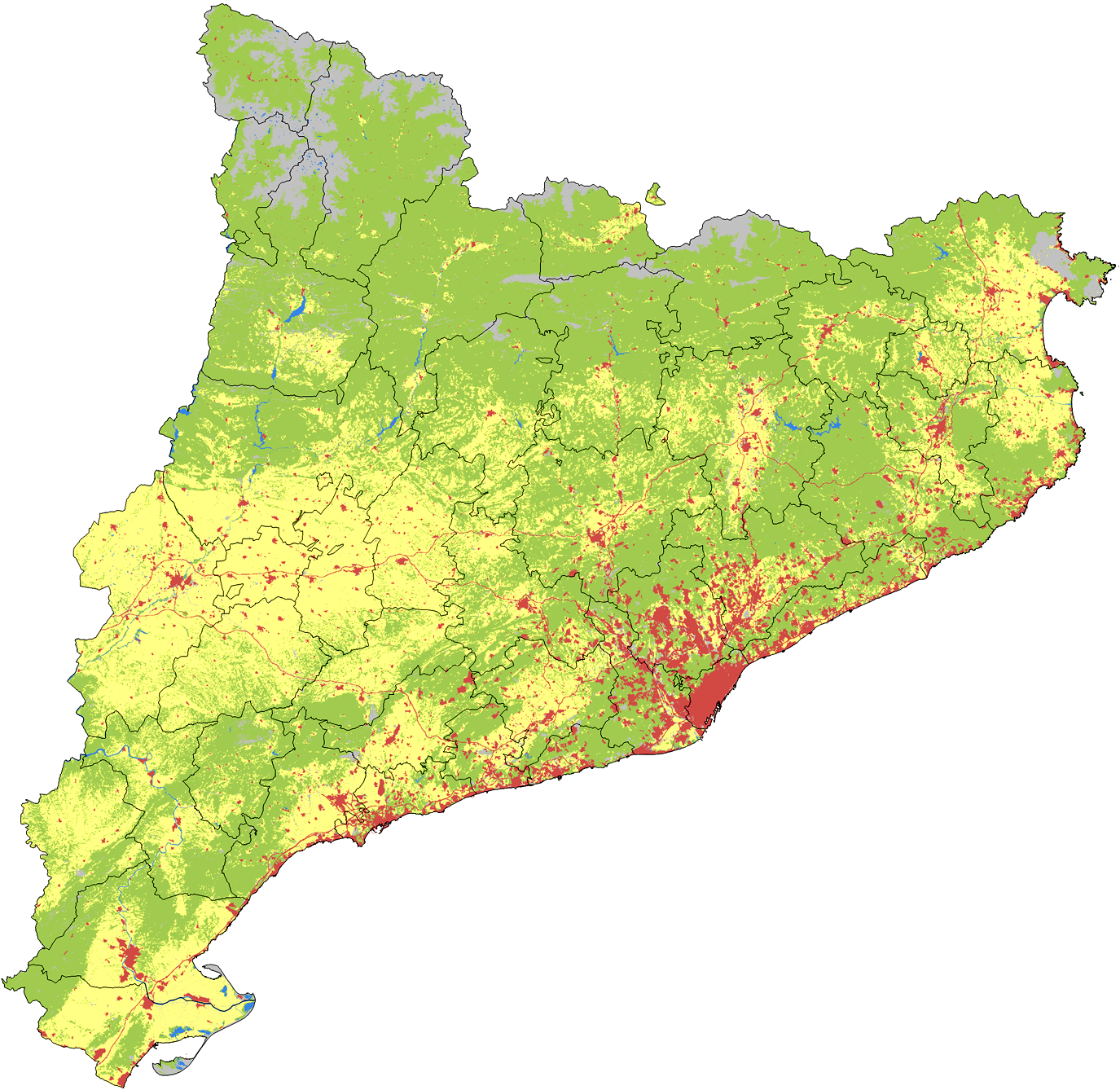
カタルーニャ州の人口分布図

14世紀末のカタルーニャ地方の人口は約45万人と推定されており、18世紀初頭までほぼ変化がなかったとされているが、18世紀以後に大きく変化した。1787年のカタルーニャの人口は87万人だったが、1857年には165万人となり、スペイン全土に占める比率も7.8%から10.7%に増加した。19世紀前半にはまだ国内移民は多くなく、基本的には産業革命の進行による自然増によるものである。1900年には196万人（スペイン比10.5%）だったが、アラゴン・バレンシア・ムルシア・アルメリアなどからの国内移民が増加した結果、1930年には279万人（同11.8%）まで増加した。バルセロナではこの30年間に人口が倍増して100万都市となったが、その影響で都市環境の悪化に悩まされている。スペイン内戦とその後の混乱で人口の伸びが停滞し、1950年の人口は324万人だったが、1960年代以降の経済成長で大量に国内移民を受け入れたことで、1975年には566万人にまで急増した。1961年から1975年の間に、アンダルシア地方などからカタルーニャに95万人が流入している。1970年にはカタルーニャの人口の38%が非カタルーニャ人であり、乱開発、インフラや公共サービスの不足、公害などの生活環境の悪化につながった。
民主化後の1980年代にはカタルーニャ経済が低迷し、1981年には595万人、1991年には605万人と、人口の伸びは低調だった。1990年代にはEU外からの移民が増加し、2003年の外国人居留者は約40万人（6%）に上っている。2003年時点での国籍別ではモロッコ人(30%)、エクアドル人(6%)、ペルー人(4.6%)の順に多く、地域としてはラテンアメリカ諸国、北アフリカ、アジア諸国からの移民が多い。2008年のカタルーニャ州の人口は7,354,411人であり、そのうちの移民の比率は12.3%であった。面積2,268km2のバルセロナ都市圏には3,327,872人が暮らし、バルセロナの中心部から半径15km以内に約170万人が暮らしている。カタルーニャの人口は沿岸部に偏っており、内陸部の人口は減少傾向にある。

### 言語

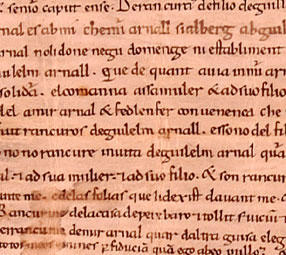
カタルーニャ語最古の文書（1080年-1095年）

カタルーニャの固有言語はカタルーニャ語であり、カタルーニャ語はスペイン語よりもフランス語やイタリア語に近い言語である。バルセロナを含むカタルーニャ州東部では主にカタルーニャ語中部方言が、カタルーニャ州西部では主にカタルーニャ語北西部方言が話され、標準カタルーニャ語は中部方言に基づいている。カタルーニャ州でカタルーニャ語を理解する住民は約95%、話したり書いたりできる住民は約75%であるが、カタルーニャ語を母語としている住民は約30%、「自分の言語」としている住民は50%弱である。ピレネー山中にあるアラン谷ではオック語の一つでガスコーニュ語の方言であるアラン語が話されており、2010年にはスペイン語とカタルーニャ語に加えてアラン語もカタルーニャ州全体の公用語に規定された。

#### 言語の歴史
9世紀にはこの地域のラテン語の文章の中にカタルーニャ語の特徴を持った単語や表現が現れ、11世紀末にはカタルーニャ語で書かれた文章が登場した。13世紀にはアラゴン＝カタルーニャ連合王国がバレンシア地方やバレアレス諸島を征服して今日のカタルーニャ語圏に近い地域が統一され、「カタルーニャ語の父」ラモン・リュイなどがカタルーニャ語の成熟に貢献した。15世紀は「カタルーニャ語文学の黄金世紀」だったが、16世紀から18世紀にはカタルーニャ語文学が衰退し、18世紀初頭のスペイン継承戦争後には中央集権的政策が進められてカタルーニャ語の公的な使用が禁じられた。19世紀半ばからはラナシェンサと呼ばれる文芸復興運動が起こり、スペイン第二次共和政下の1932年にはカタルーニャ地方での公用語に位置づけられた。
1930年代後半のスペイン内戦後に国家の中央集権化を推し進めたフランコ体制下(1939-1975)では、公的使用が禁じられて弾圧を受けた。内戦以前のカタルーニャでは年間700冊以上の書籍・年間200冊以上の雑誌が出版されていたが、カタルーニャ語出版物は全面的に禁じられた。自治体・道路・広場などの名称はスペイン語名に変更され、カタルーニャ語名を戸籍簿に登録することが禁じられた。カタルーニャ主義に関与した教育関係者は一様に罷免され、カスティーリャ地方やエストレマドゥーラ地方からスペイン語教師が送り込まれている。カタルーニャ文化の規制は1946年に緩和され、1962年には実質的に自由化されたが、公教育やマスメディアでカタルーニャ語の使用が始まるのはフランコ死去後のことである。
民主化後に制定されたスペイン1978年憲法では各自治州が独自の公用語を用いることを認めており、カタルーニャ州はスペイン語に加えてカタルーニャ語も公用語とした。1983年には言語正常化法を制定し、1998年には言語正常化法を発展させた言語政策法を制定した。公立の初等・中等教育ではほぼすべてでカタルーニャ語が採用されており、カタルーニャ語は教育言語として定着している。1998年にはエル・ペリオディコ・デ・カタルーニャ紙がスペイン語版に加えてカタルーニャ語版の発行も始め、2011年にはカタルーニャ地方最大の新聞であるラ・バングアルディア紙も追随した。カタルーニャ公営鉄道、バルセロナ地下鉄、バスなどの公共交通ではカタルーニャ語が基本であり、レンフェ（スペイン国鉄）は両言語でアナウンスしている。カタルーニャ州の言語政策は国家公用語であるスペイン語を軽視していると批判されることもある。なお、1993年に独立国家となったアンドラ公国はカタルーニャ語を公用語としている。

## 文化

### 民俗

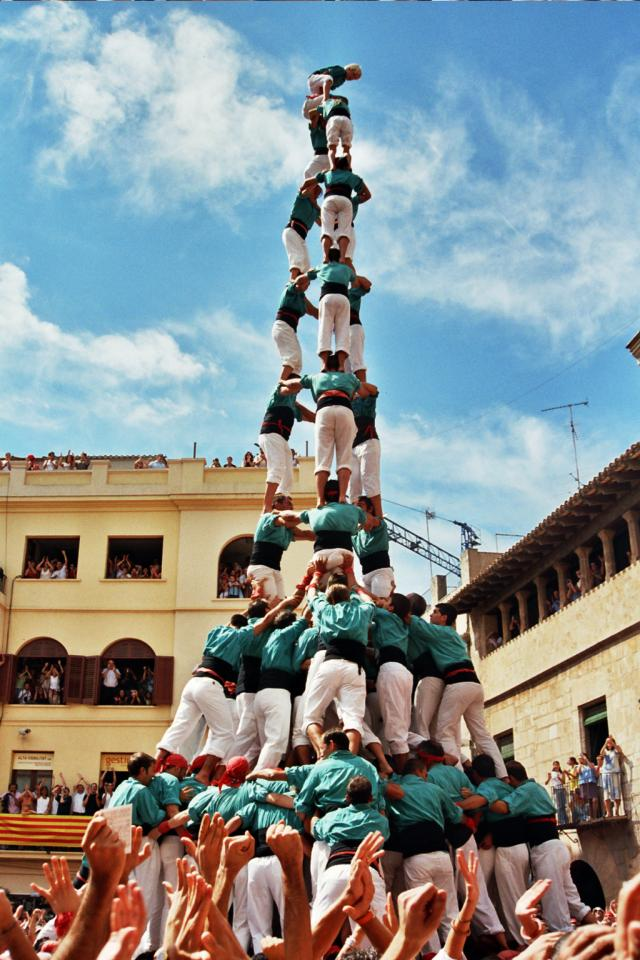
人間の塔

人間の塔（カステイス）はカタルーニャの象徴の一つとされる組体操であり、結束・団結・努力などカタルーニャ人の民俗的特質を表しているとされる。大きなものでは約150人が参加し、3階建てのビルに相当する約10mの塔を組む。人間の塔は18世紀末にタラゴナ地方のバルスで生まれたとされており、20世紀前半には消滅しかけたものの、1960年代以降にカタルーニャ文化が見直されるようになるとカタルーニャ地方全土に広がった。1990年代にブームが起こり、2010年時点では56のチーム、8,000人が活動しているとされる。2010年には「人間の塔」が、「ベルガのパトゥム」に次いでカタルーニャ地方で2番目の無形文化遺産となった。
カタルーニャ人のアイデンティティを表す舞踊としてサルダーナがある。男女が交互になって手を高く上げて繋ぎ、輪を描くようにして踊る。サルダーナはリズムの取り方やステップの踏み方が独特である。サルダーナは激しく情熱的なフラメンコとは対比的であり、闘牛（スペインの象徴）と人間の塔（カタルーニャの象徴）の関係に似ているとされる。フランコ体制下ではサルダーナは禁じられており、20世紀初頭や1970年代末の民主化以後にカタルーニャ精神の象徴であるとする意味合いが込められた。

### 祭礼

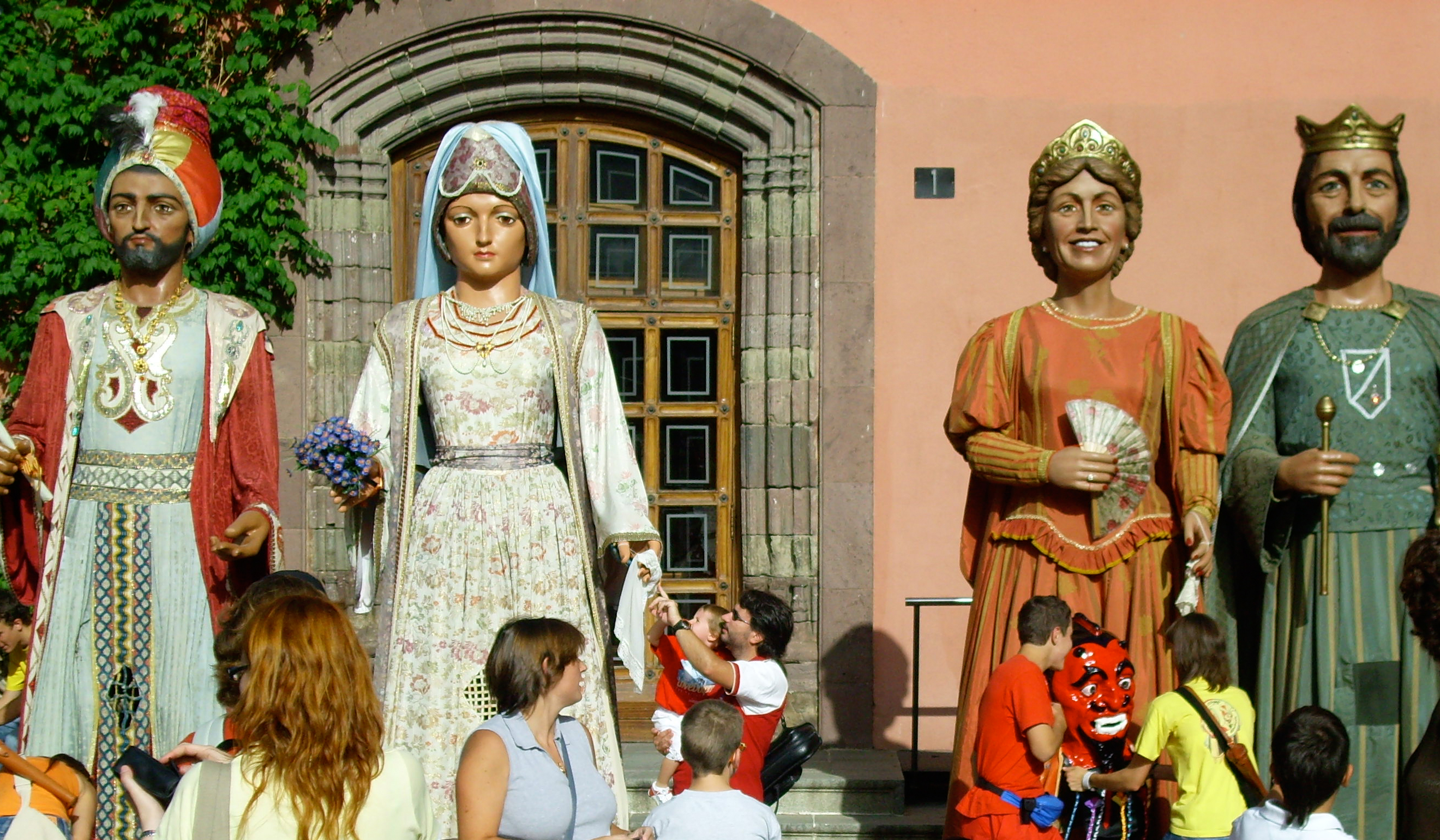
ラ・セウ・ドゥルジェイでの巨人人形

スペイン北部の祭礼には巨人人形が登場することがあり、約3-4mの人形の中に人間が入ってパレードに参加する。バルセロナのマルセーの祭礼では、巨人人形に加えて、ドラゴンやタラスク（亀と蛇が合体した怪物）などの人形もそろって行進し、夜間にはドラゴンやタラスクが爆竹を鳴らし火を噴きながら歩くコラフォックが行われる。
ベルガでは聖体祭にパトゥムという祭礼が行われ、巨人人形やドラゴンに似た怪物や巨人人形がパレードや寸劇を繰り広げる。2005年にはカタルーニャ地方で初めて「ベルガのパトゥム」がユネスコの無形文化遺産に登録された。

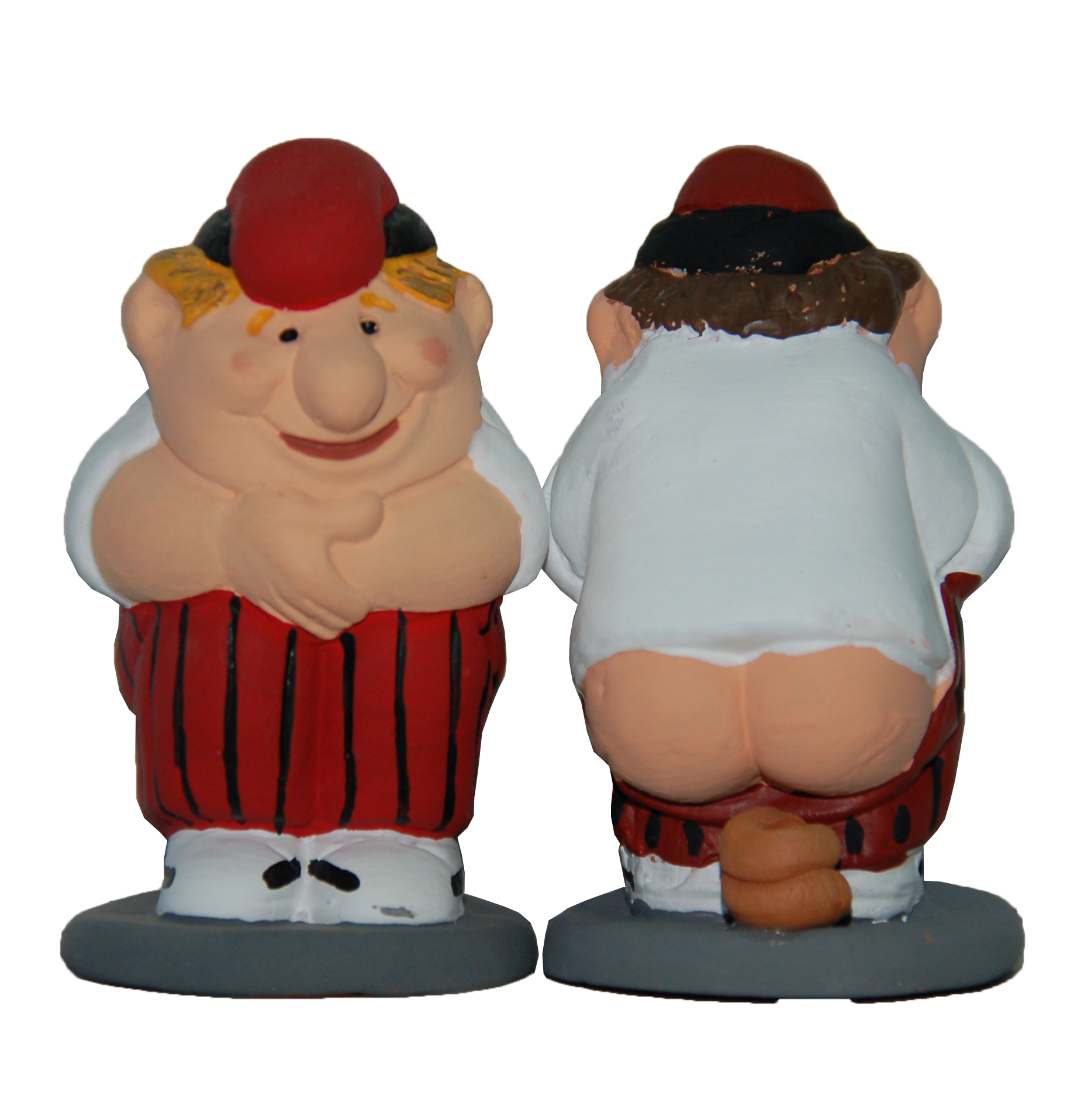
カガネル人形

スペインではクリスマスにキリストの降誕の場面を模したベレン(Belén)と呼ばれる立体模型を製作することが多いが、カタルーニャ地方ではこの生誕飾りがパセブラと呼ばれる。パセブラには必ずカガネル（排便人形）が飾られ、翌年の豊穣などを祈願する。この時期になると子どもはカガ・ティオー（糞しろ、丸太）と呼ばれる人形を作り、クリスマスに「糞しろ、丸太、糞しろ丸太」と歌いながら人形を棒で叩くと、菓子やおもちゃが貰える。
春季には聖週間や復活祭が行われ、白いシュロ飾りやチョコレート菓子などが登場する。聖木曜の沈黙の行列を行う都市もあり、キリストの受難劇を含む行列を行う村もある。4月23日にはカタルーニャの守護聖人であるサン・ジョルディの祭礼が行われ、人々はバラの花や本を贈りあう。夏至の時期である6月23日にはサン・ジュアンの祭礼が行われ、この日には爆竹を鳴らすのが一般的な風習となっている。カタルーニャの象徴であるカニゴー山でたき火を行い、その火をカタルーニャの全自治体の祭礼会場に届けることでカタルーニャ地方の一体感を再確認する日でもある。9月24日はバルセロナの守護聖人であるマルセー（慈悲の聖母）の日であり、この日を中心とする一週間にはコンサート、マラソン、航空ショー、花火など様々なイベントが開催される。11月1日の諸聖人の日と11月2日の死者の日が祝われ、焼き栗などが食べられる。

### シンボル

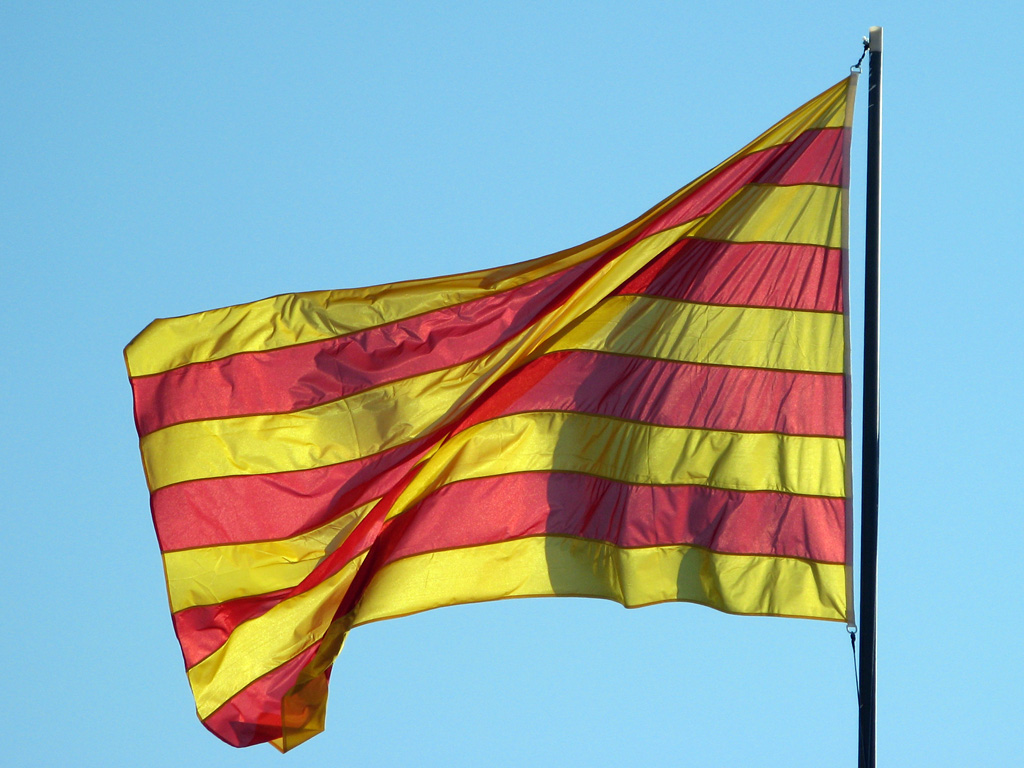
カタルーニャ国旗のサニェーラ

カタルーニャ州は自治州旗（サニェーラ）、国祭日（ディアーダ）、自治州歌（『収穫人たち』）を有している。
金色地に4本の赤線を引いたサニェーラが生まれたのは9世紀末であるとする伝承があり、1150年にはこのデザインがバルセロナ伯ラモン・バランゲー4世の紋章となった。やがてアラゴン＝カタルーニャ連合王国の王家の象徴となり、1979年のカタルーニャ自治憲章でサニェーラがカタルーニャ自治州旗とされた。アラゴン州旗にも類似の図柄が採用されており、フランスのプロヴァンス地方の紋章も起源を同じくしている。
毎年9月11日はカタルーニャ国民の日（ディアーダ）と呼ばれる祝祭日であり、18世紀初頭のスペイン継承戦争でバルセロナが陥落した日（1714年9月11日）を由来としている。この戦争後にはブルボン朝によってカタルーニャ語の公的使用が初めて禁じられ、カタルーニャ文化は衰退の時代を迎えた。カタルーニャ地方の自由と固有制度の喪失を想起させる日を記念日とすることで、自らのアイデンティティの保持を表明している。1886年に初めてカタルーニャ国民の日が記念され、フランコ体制下でこの記念日は抑圧されたが、1980年にはカタルーニャ州政府によって復活した。カタルーニャ地方各地でスペイン継承戦争の英雄を追悼する行事が行われ、多くの市民がサニェーラなどを揺らす。2012年には約150万人が参加する大規模な独立デモが組織され、このデモによってカタルーニャ独立の機運が高まったとされる。独立支持派により星付きの旗 (アスタラーダ) が使用されることが多い。
様々な行事で「傲慢な人びとよ、立ち去れ!」と歌われる『収穫人たち』は、1993年のカタルーニャ州議会の決議によって自治州歌とされた。この歌は農民を中心とする民衆が権力者に対抗した収穫人戦争（1640年-1650年）に由来する。

### 世界遺産
ユネスコの世界遺産にはカタルーニャ州から5件が登録されている。
- アントニ・ガウディの作品群（1984年登録、2005年拡大）
- ポブレー修道院（1991年登録）
- バルセロナのカタルーニャ音楽堂とサン・パウ病院（1997年登録）
- タラゴナの考古遺産群（2000年登録）
- バル・デ・ボイのカタルーニャ・ロマネスク様式教会群（2000年登録）

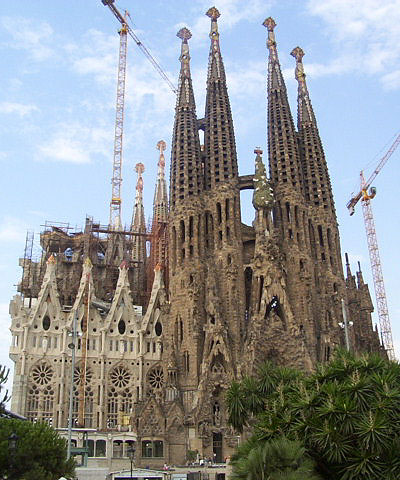
サグラダ・ファミリア
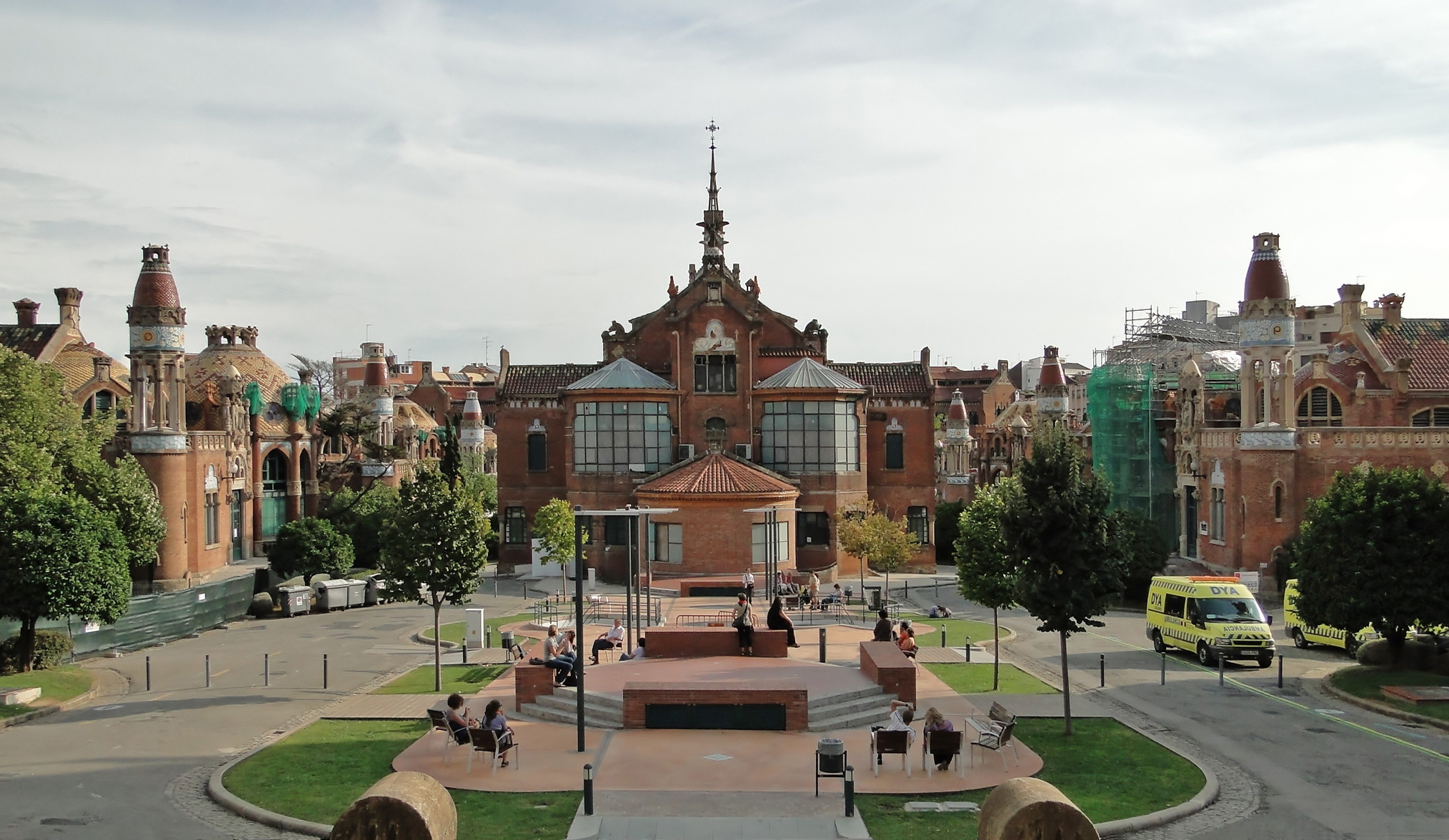
サン・パウ病院
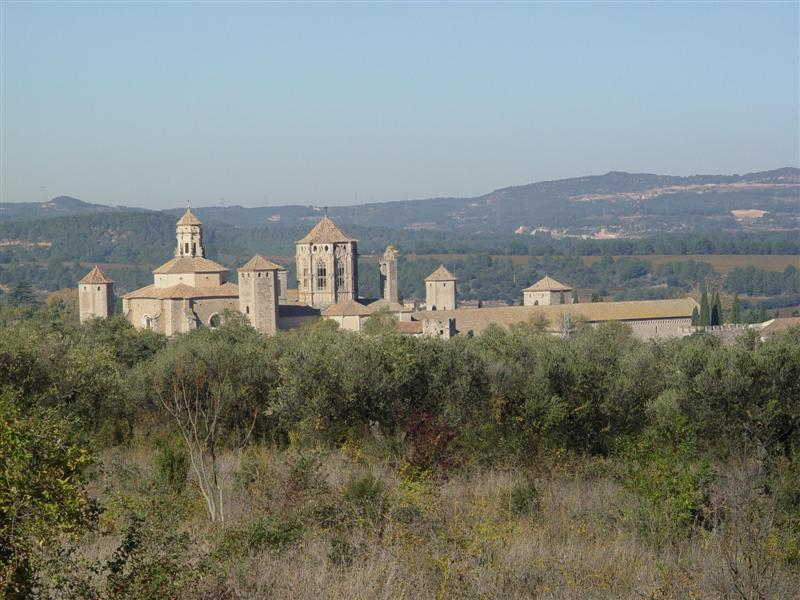
ポブレー修道院
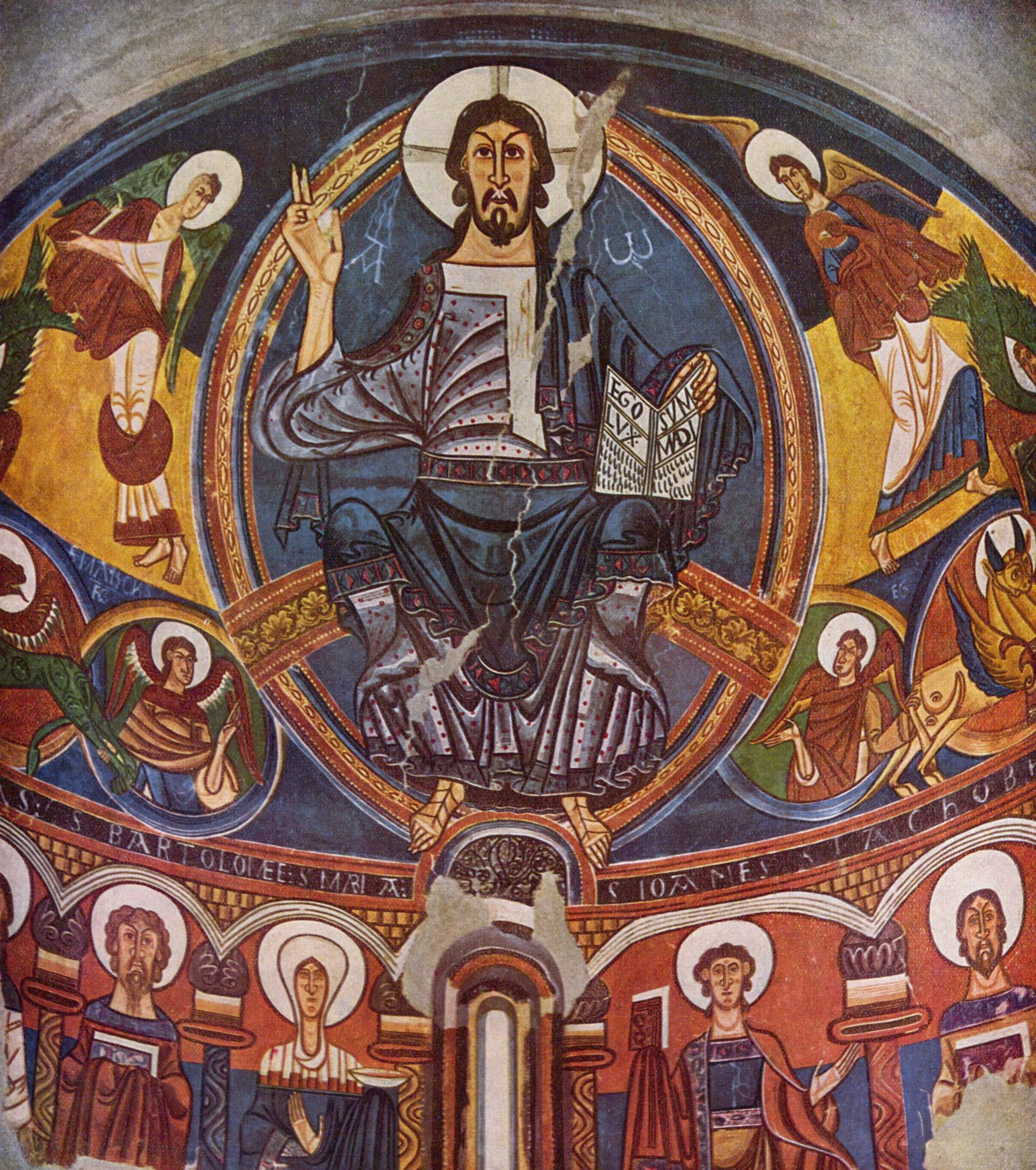
バル・デ・ボイのフレスコ画
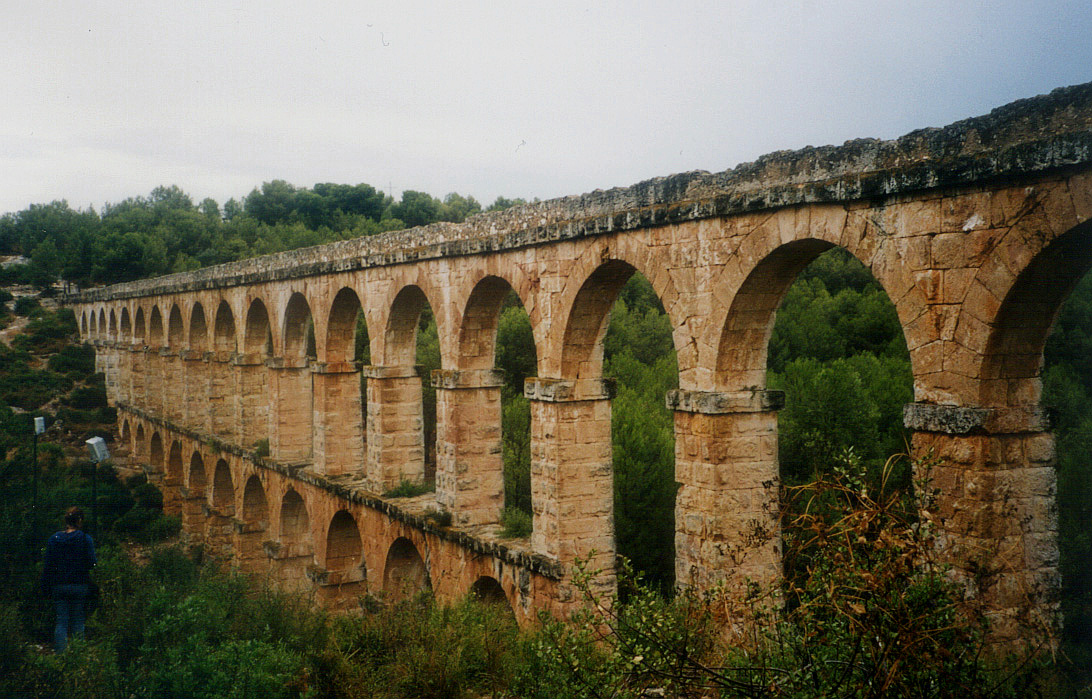
タラゴナのラス・ファレーラス水道橋

### 芸術

#### 音楽

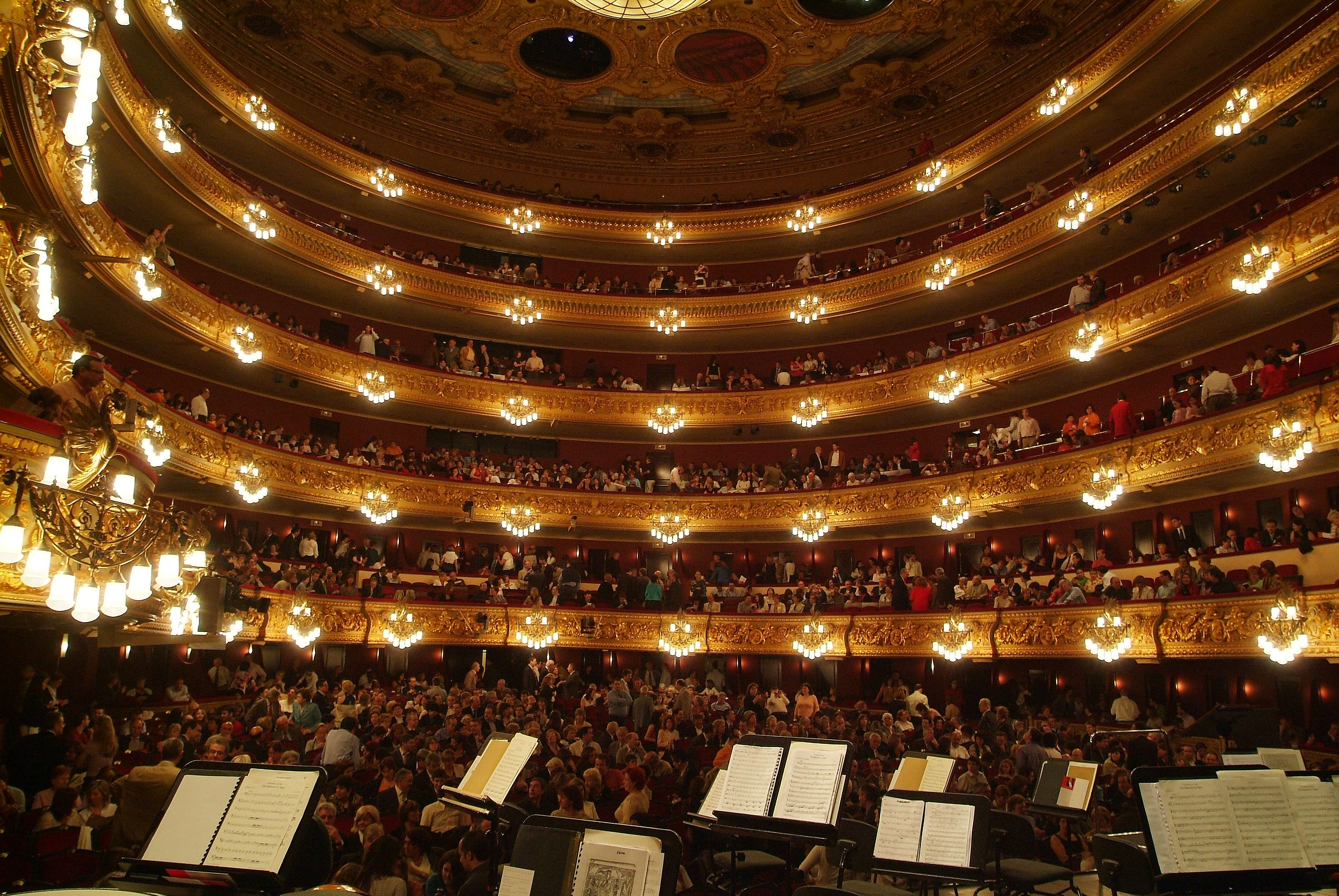
リセウ大劇場の内部

19世紀後半に生まれたエンリケ・グラナドスとイサーク・アルベニスは、スペインの国民学派を代表する音楽家である。グラナドスは演奏活動の傍らで音楽教育者としても成功したが、第一次世界大戦中にイギリス船でアメリカ合衆国に向かう途中、ドイツの潜水艦の攻撃を受けて亡くなった。アルベニスは『スペイン組曲』や『イベリア組曲』などのピアノ曲を書き、音楽家や画家などに多くの友人がいた。フェデリコ・モンポウは「クロード・ドビュッシーの後継者」と呼ばれ、カタルーニャ民謡を用いた曲集やカタルーニャ語の歌曲などを残した。パウ・カザルスは世界最高のチェリストと呼ばれる。カザルスはスペイン内戦勃発後に亡命し、フランス領カタルーニャのプラードで長らく暮らした。プラードではカザルスが中心となったプラード音楽祭が開催されるようになり、『パセブラ』を作曲したのもこの地である。1971年の国連総会ではカタルーニャ民謡『鳥の歌』を演奏し、自身を「カタルーニャ人」であると述べている。現在、世界のクラシック音楽界で最も高い評価を受けているピアニストの一人であるマリア・マルタ・アルゲリッチは祖先は18世紀にカタルーニャ地方からアルゼンチンへ移住していて、アルゲリッチはカタルーニャ発祥の姓である。また古楽演奏の分野ではジョルディ・サバールが名高い。
世界的なオペラ歌手のモンセラート・カバリェとホセ・カレーラスはカタルーニャ地方出身である。カバリェは1965年にアメリカ合衆国で知名度を得て、その後世界的なスター歌手となった。カレーラスはカバリェに見出され、1987年に発病した白血病を乗り越えて活躍している。著名なオペラ歌手を輩出している背景には、19世紀前半に設立されたリセウ音楽院とリセウ大劇場の存在がある。

#### 美術

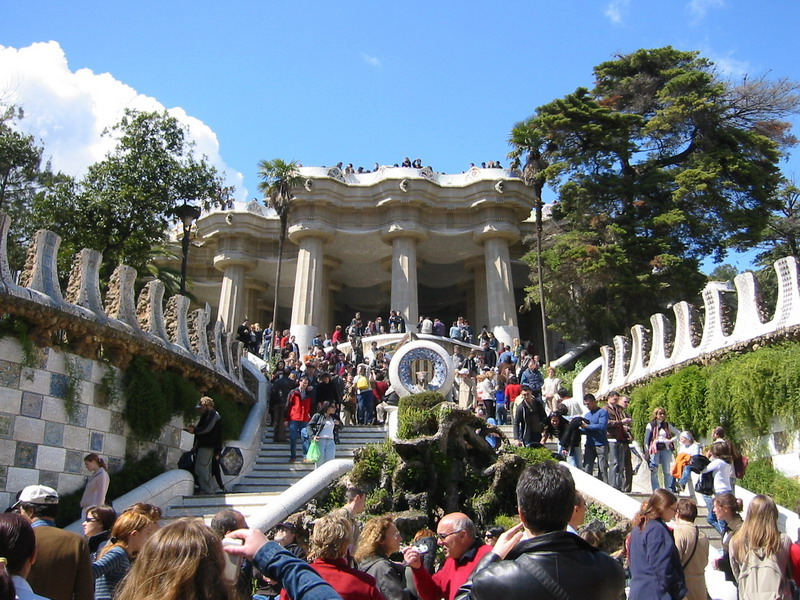
ムダルニズマ期にガウディが設計したグエイ公園。

カタルーニャ地方にアラブの遺跡はほとんど存在しない。11世紀以後にはカタルーニャのキリスト教美術が目覚ましく変化し、カタルーニャ地方のフレスコ画の数と質は西ヨーロッパで際立っているとされる。ロマネスク様式の修道院・教会・大聖堂が数多く建設され、バルセロナ美術館にはいくつものロマネスク絵画の傑作が収蔵されている。ゴシック時代にはカタルーニャ様式と呼ばれる簡素さを好む様式が生まれ、アラゴン＝カタルーニャ連合王国の領土であったサルデーニャやナポリなどでもこの様式の特徴がみられる。
政治的背景が理由で1500年頃のルネサンス期のカタルーニャ美術は低調だった。17世紀末にはカタルーニャにバロック美術の波が到来し、特に建築の分野で数多くの作品が残っている。1750年以降にはネオ・クラシック美術の影響が強く、19世紀には建築がロマン主義に移行した。
19世紀後半には大都市の再開発が行われ、19世紀末には特に建築の分野でムダルニズマが花開いた。アントニ・ガウディはサグラダ・ファミリア教会に心骨を注ぎ、リュイス・ドゥメナク・イ・ムンタネーやジュゼップ・プッチ・イ・カダファルクも活躍した。画家ではサンティアゴ・ルシニョールやラモン・カザスが登場し、彼らが開いたカフェ『四匹の猫』ではパブロ・ピカソの初個展が開催された。
スペイン内戦が勃発すると多くの芸術家が亡命してパリや南仏に逃れたが、第二次世界大戦後にはカタルーニャで芸術活動が再開された。1960年代から1970年代には、ジョアン・ミロとサルバドール・ダリという2人のカタルーニャ人芸術家が名声を高めた。1948年にはムデスト・クシャ、ジュアン＝ジュゼップ・タラッツ、アントニ・タピエスが美術団体「ダウ・アル・セット」（サイコロにおける7の目）を結成し、後には3人ともに国内外で評価を高めた。タピエスは現代のカタルーニャ美術界の代表的存在であり、様々な素材を用いて精神性や美を追求した。1960年代以降にはカタルーニャの建築界が高い評価を受けており、世界的にウリオル・ブイーガス、リカルド・ボフィルらの名が知られている。

### 文学

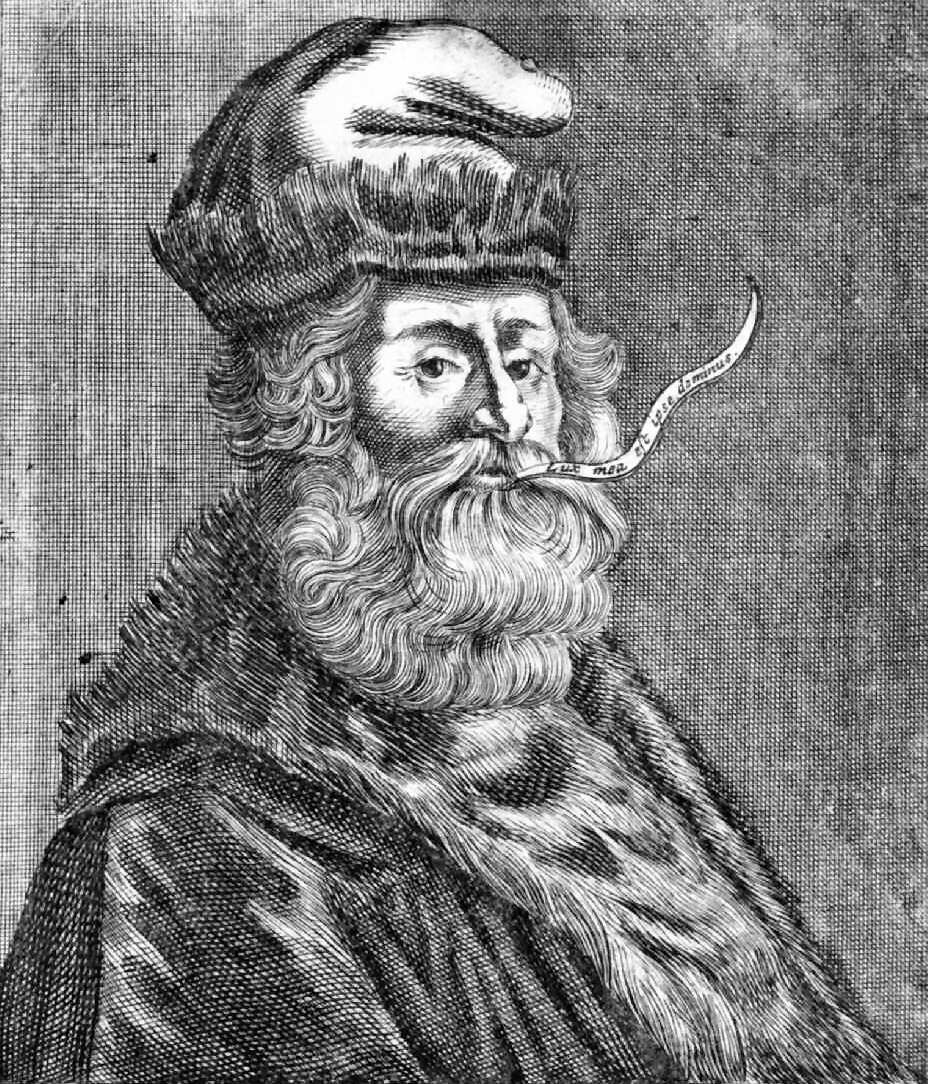
「カタルーニャ語の父」リュイ

12世紀のカタルーニャ詩人はカタルーニャ語ではなく主にオック語で詩作を行っていた。13世紀に活動したラモン・リュイは「カタルーニャ語の父」と呼ばれており、その内容の豊かさや言語的創造性の高さから普遍的な価値が認められている。14世紀のカタルーニャ地方では散文が優勢となり、フランセスク・アシメニスやビセン・ファレーなどが登場した。15世紀は「カタルーニャ文学の黄金時代」とされ。詩人のアウジアス・マルクや騎士道小説『ティラン・ロ・ブラン』を書いたジュアノット・マルトゥレイなどがバレンシアで活躍した。1479年にスペイン王国が成立した影響で、民衆以外の宮廷や知識人の間ではスペイン語化が進んだ。カタルーニャ地方が政治的・経済的に低迷した16世紀以後にはカタルーニャ文学も停滞し、16世紀から18世紀は「カタルーニャ文学の衰退期」と呼ばれている。
19世紀半ばにはカタルーニャ語とカタルーニャ文化の復興運動であるラナシェンサ（文芸復興）運動が興り、「カタルーニャの国民的詩人」と呼ばれるジャシン・バルダゲーや劇作家のアンジャル・ギマラーなどが活躍した。19世紀末にはカタルーニャ・ナショナリズムが勢いを増し、19世紀末から20世紀初頭にはムダルニズマ（近代主義）運動が興った。1930年代にはスペイン第二共和政の教育政策や言語政策にも助けられ、カタルーニャ文学は特に詩などの分野で活況を呈した。スペイン内戦後のフランコ体制ではカタルーニャ語が弾圧され、カタルーニャ語作家はスペイン語作家に転向したり他国に亡命した。1960年代になるとようやくカタルーニャ語文学の出版も可能となり、マヌエル・ダ・ペドロロの『第二創世記のタイプ原稿』はカタルーニャ語文学史上最大の売り上げを記録している。1970年代末の民主化以後のカタルーニャでは詩の分野で優れた作家が多いとされる。

### スポーツ

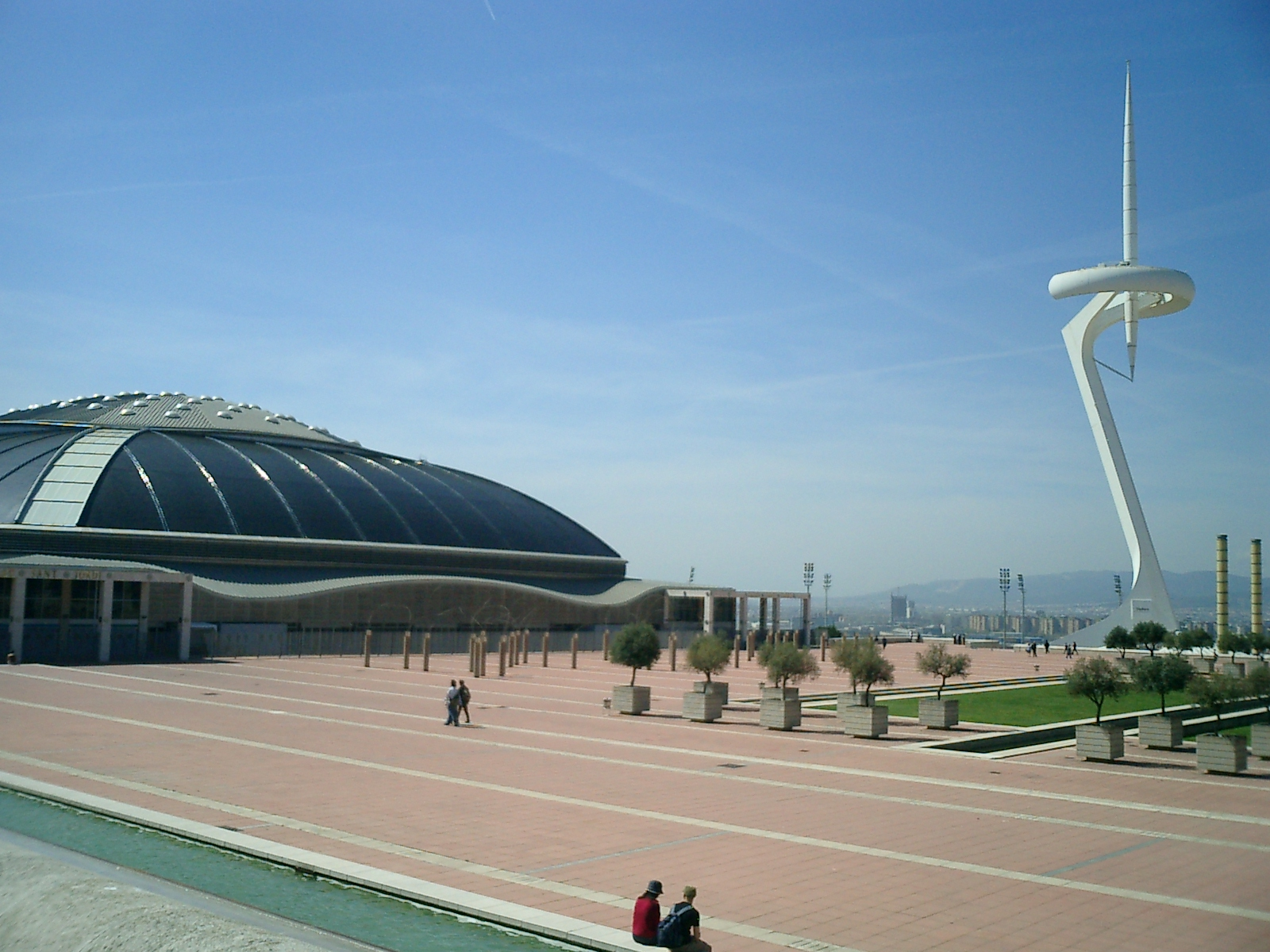
バルセロナオリンピックの会場となったパラウ・サン・ジョルディ。

カタルーニャ自治州政府は20世紀初頭からスポーツ振興に力を入れており、各競技のカタルーニャ代表を国際大会に参加させることを目標としている。ローラーホッケーのカタルーニャ代表は暫定的に国際大会への参加を認められているが、その他の競技では国際大会への参加は実現していない。

#### オリンピック
1931年の国際オリンピック委員会(IOC)総会では1936年の夏季オリンピック開催地が決定され、下馬評ではバルセロナが有力だったもののドイツのベルリンに敗れた。ナチス・ドイツのアドルフ・ヒトラー総統はベルリンオリンピックを政治利用しようとしたため、対抗してほぼ同時期にバルセロナで人民オリンピックの開催が企画された。カタルーニャ自治政府に加えてスペイン共和国政府も支援し、23か国から約6,000人の選手が人民オリンピックに参加を申し込んでいる。しかし、開会式当日の7月19日にスペイン内戦が勃発したことで人民オリンピックは中止を余儀なくされた。それから56年後、カタルーニャ人のフアン・アントニオ・サマランチがIOC会長を務めていた1992年に、カタルーニャ色を強く出したバルセロナオリンピックが開催された。

#### サッカー

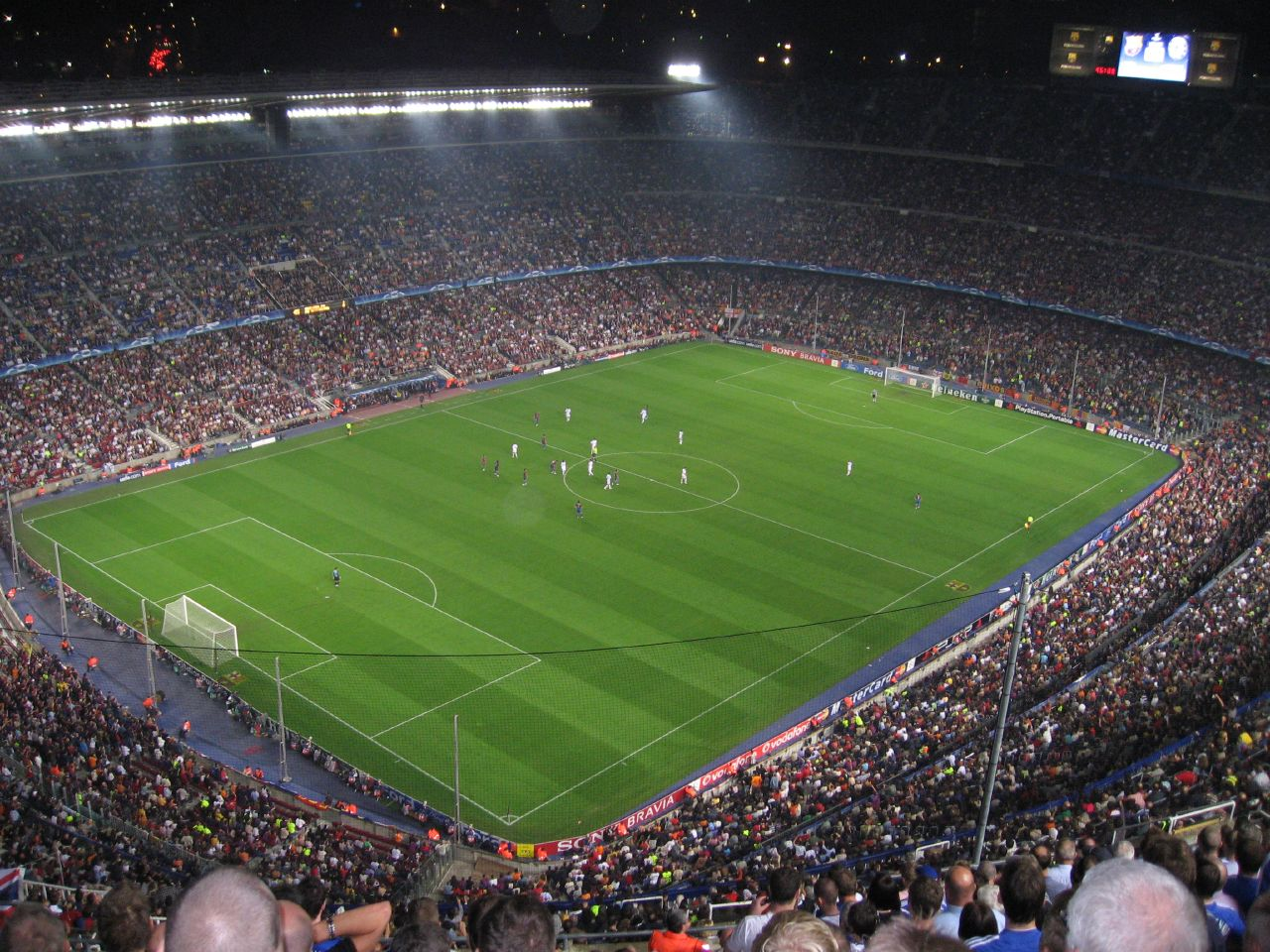
FCバルセロナのホームスタジアムであるカンプ・ノウ

FCバルセロナはサッカーやバスケットボールなどの競技チームを持つ総合スポーツクラブであり、サッカー部門は世界戦略を展開する強豪クラブである。マドリードに本拠地を置くレアル・マドリードとライバル関係にあり、両者の対戦はエル・クラシコと呼ばれる。カタルーニャ人にとってFCバルセロナは単なるスポーツクラブに留まらず、クラブの歴史はカタルーニャの歴史と重ね合わされる存在である。ホームスタジアムであるカンプ・ノウは、フランコ体制下でカタルーニャ語の使用が許可された唯一の場所であり、エル・クラシコはカタルーニャと中央政府の代理戦争の意味合いを呈した。FCバルセロナはソシオと呼ばれる会員によって運営されていることが特徴である。
バルセロナにはFCバルセロナの他にRCDエスパニョールというサッカークラブもあり、1930年代初頭のミゲル・プリモ・デ・リベラ独裁時代には独裁体制を支持した歴史がFCバルセロナとは異なる。バルセロナの2クラブ以外にはジローナFC、ジムナスティック・タラゴナ、CEサバデイ、CFバダロナ、UEリャゴステラ、リェイダCFなどのクラブがある。カタルーニャ・サッカー連盟はサッカーカタルーニャ選抜を組織しており、毎年のクリスマス休暇には国外の代表チームなどを招いて親善試合を行っている。

#### 闘牛

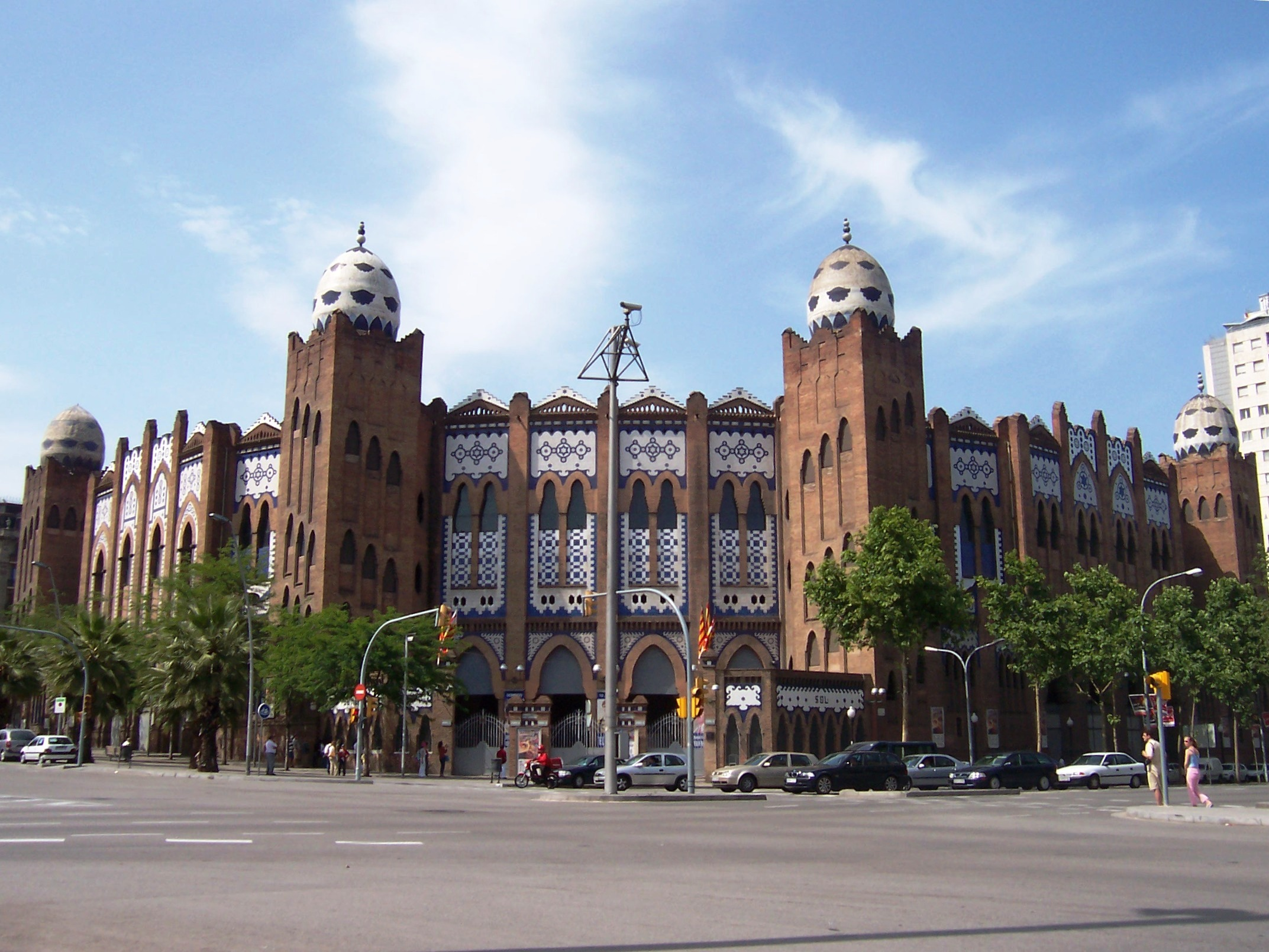
ムヌマンタル闘牛場

カタルーニャの闘牛が初めて文献に登場するのは1387年であり、1834年にはバルセロナにアル・トリン闘牛場が、19世紀末にはより規模の大きなアレーナス闘牛場が、1914年にはアル・スポルト闘牛場（後のムヌマンタル闘牛場）が建設された。20世紀初頭のバルセロナは3つの闘牛場を有する一大闘牛都市であり、その後スペイン内戦からフランコ体制下を経た1970年代まで、ムヌマンタル闘牛場は世界最高の闘牛場だった。バルセロナ以外ではフィゲーラス、タラゴナ、ジローナ、ウロット、サン・ファリウ・ダ・ギショルス、リュレット、ビックなどに闘牛場があり、一方でカタルーニャ地方南部では闘牛ではなくコラボウス（牛追い）が人気だった。
レジャーの多様化、スペイン文化の象徴である闘牛ではないカタルーニャ文化の見直しなどの要因により、1970年代半ばからカタルーニャ地方で闘牛は衰退しはじめた。子供の観戦や闘牛場の新設が禁止されたほか、1989年以降には反闘牛都市宣言を行う自治体が増えた。2009年にはカタルーニャ共和主義左翼(ERC)を中心として闘牛禁止法案がカタルーニャ州議会に提出され、2010年にはこの法案が可決された。ERC、カタルーニャ緑のイニシアティブがこの法案に賛成票を投じ、カタルーニャ国民党とシウダダノスが反対票を投じ、集中と統一やカタルーニャ社会党は党内でも票が割れた。
2011年にはアレーナス闘牛場がショッピングセンターに生まれ変わった。カタルーニャ州の闘牛禁止法は2012年1月1日に施行され、禁止法に関連してタラゴナ県で盛んなトロ・アンブラード（牛の角に松明を付ける祭礼）や牛追いの是非についての議論も沸き起こった。

### 食文化

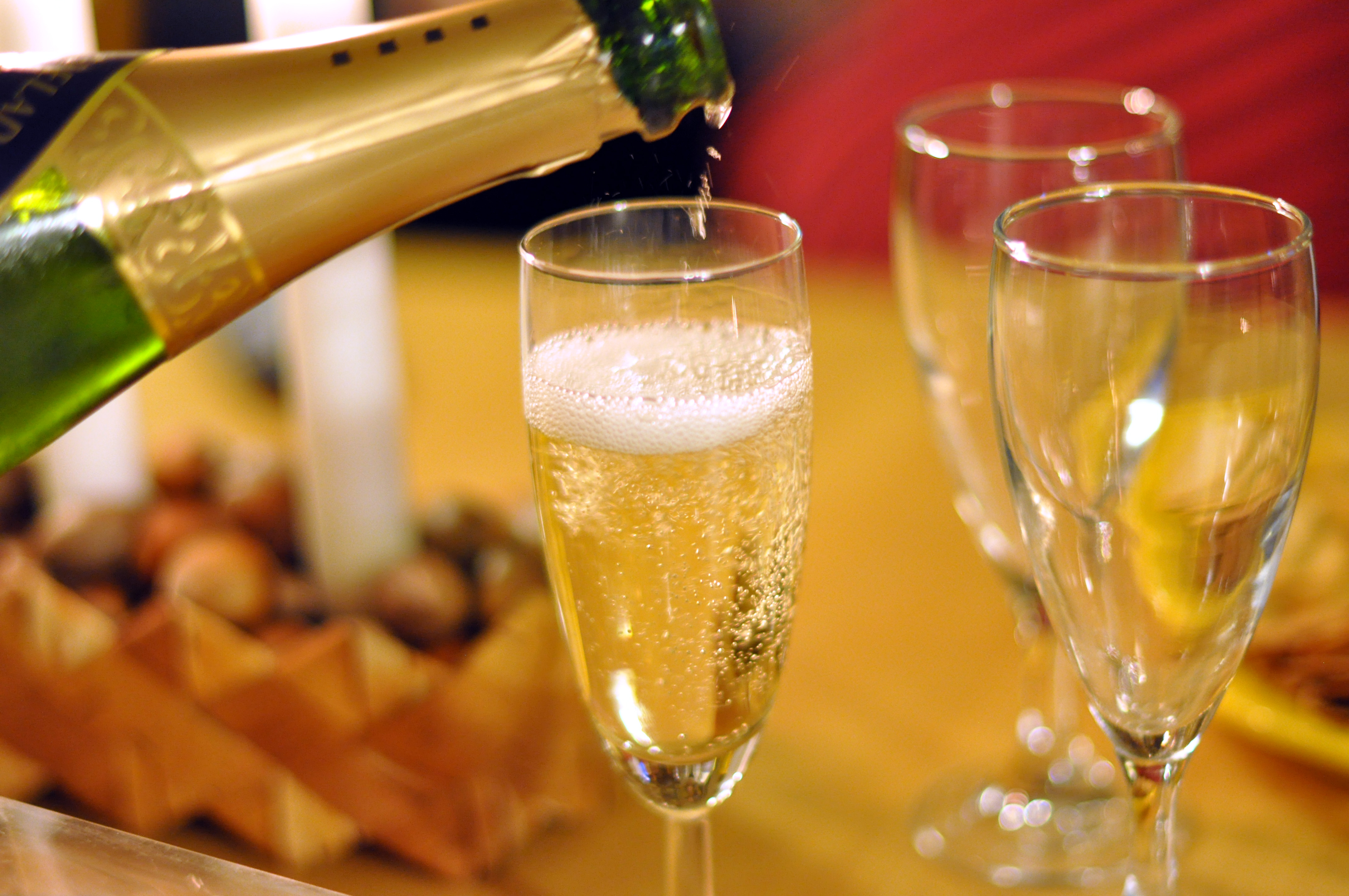
スパークリングワインであるカバ

カタルーニャ料理はラード中心のスペイン田舎料理と、オリーブオイル中心の地中海料理の双方の要素を併せ持っている。変化に富んだ風土のために食材の多様性が豊かであり、多くの民俗と交流してきた歴史から料理法も豊富である。2011年度のスペイン版ミシュランガイドで三ツ星を獲得したレストランは7軒あったが、うち4軒はカタルーニャ地方のレストランだった。ジローナ県のロザス湾近郊にはフェラン・アドリアがオーナーシェフを務めているエル・ブジがあり、世界の料理界を驚かせた独創的な料理で知られる。
カタルーニャ地方はローマ時代からヨーロッパにおける一大ワイン産地であり、現代のスペインワイン革新の先駆者的な存在であるとされている。 プリオラート (DOQ)はリオハ (DOC)とともにスペインで2つしかない特選原産地呼称(DOC)産地であり、この地方のワインの代名詞的存在としてスパークリングワインのカバがある。今日、この地域のブドウ畑の70%は白ブドウ品種が占めている。